# Kirchenbezirk Ravensburg
Der Evangelische Kirchenbezirk Ravensburg ist einer von 43 Kirchenbezirken bzw. Kirchenkreisen der Evangelischen Landeskirche in Württemberg. Sein Gebiet ist deckungsgleich mit dem Dekanat Ravensburg. Zwischen 1992 und 2003 gab es innerhalb des Kirchenbezirks Ravensburg zwei Dekanatsbezirke, Friedrichshafen und Ravensburg mit je einem Dekan an der Spitze. Zum 31. Oktober 2003 wurde das Dekanat Friedrichshafen wieder aufgehoben. Seither ist in Friedrichshafen ein Codekan ansässig. Der Dekan in Ravensburg hat seine Visitationsaufgaben im Raum Friedrichshafen an den Codekan delegiert.

## Geografie
Der Kirchenbezirk Ravensburg liegt im äußersten Süden der württembergischen Landeskirche. Er ist neben dem Kirchenbezirk Biberach der flächengrößte Kirchenbezirk der württembergischen Landeskirche. Seine Kirchengemeinden umfassen den Großteil des Landkreises Ravensburg (die Städte und Gemeinden Aichstetten, Aitrach, Amtzell, Argenbühl, Bad Waldsee, Bad Wurzach, Baienfurt, Baindt, Berg, Bergatreute, Bodnegg, Fronreute (nur Ortsteil Blitzenreute), Grünkraut, Isny im Allgäu, Kißlegg, Leutkirch im Allgäu, Ravensburg, Schlier, Vogt, Waldburg, Wangen im Allgäu, Weingarten, Wilhelmsdorf, Wolfegg und Wolpertswende) sowie den Osten des Bodenseekreises (die Städte und Gemeinden Eriskirch, Friedrichshafen, Kressbronn am Bodensee, Langenargen, Meckenbeuren, Neukirch, Oberteuringen und Tettnang), ferner die Gemeinde Tannheim, die Ortsteile Mühlhausen und Oberessendorf der Gemeinde Eberhardzell sowie die Ortsteile Ellwangen und Haslach der Gemeinde Rot an der Rot im Landkreis Biberach.

### Nachbarkirchenbezirke
Der Kirchenbezirk Ravensburg grenzt im Norden an den Kirchenbezirk Biberach (Prälatur Ulm), im Osten und Südosten an die Evangelisch-Lutherische Landeskirche in Bayern, im Süden an den Bodensee und im Westen hat er eine Grenze mit der Evangelischen Landeskirche in Baden.

## Geschichte

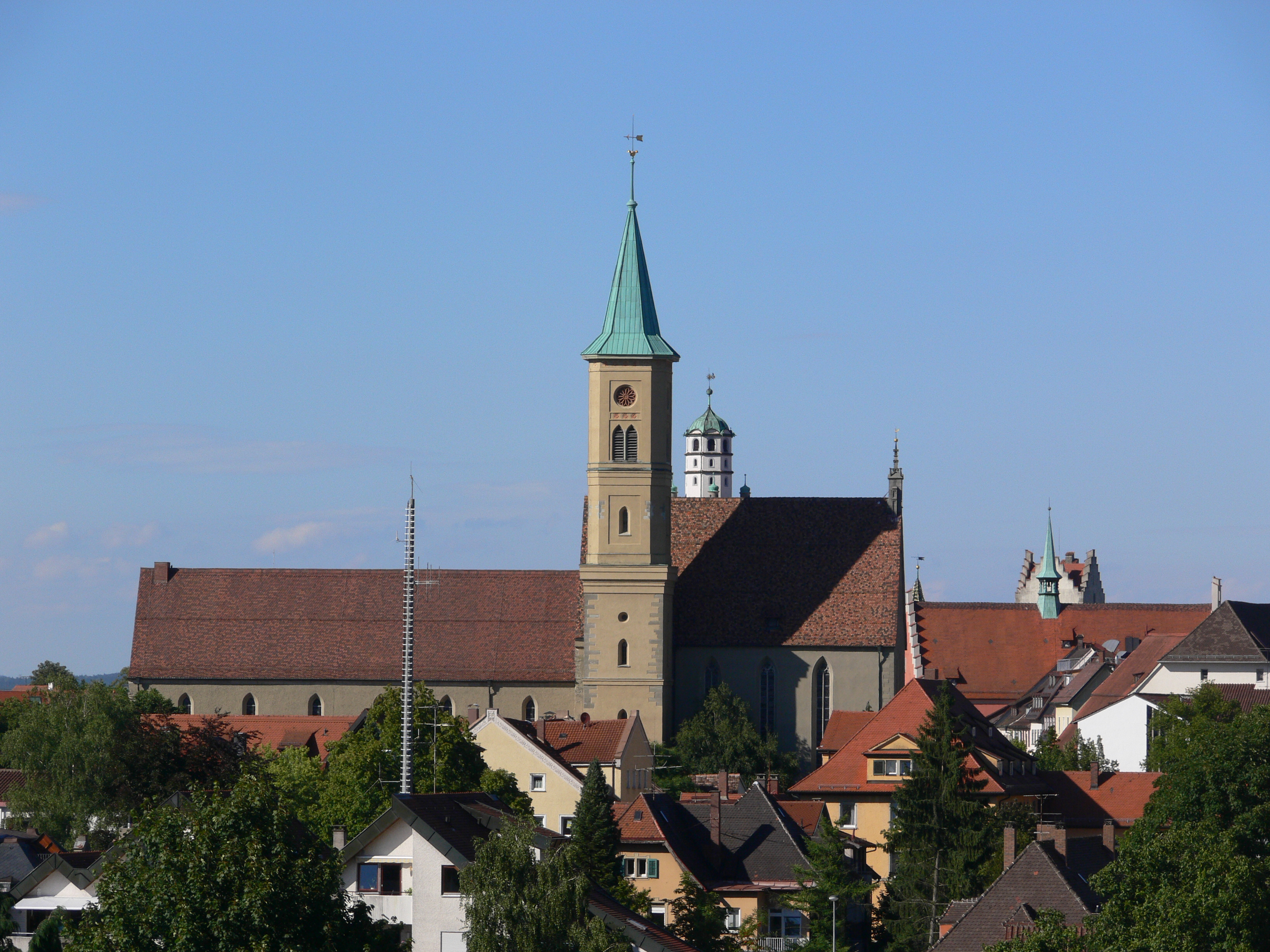
Evangelische Stadtkirche Ravensburg

Im Gegensatz zu den meisten Dekanaten der württembergischen Landeskirche, die schon bald nach der Reformation errichtet wurden, ist der Kirchenbezirk Ravensburg eine Neugründung aus dem 19. Jahrhundert. Das Gebiet des heutigen Kirchenbezirks Ravensburg ist mehrheitlich katholisch geprägt, weil es überwiegend zu Vorderösterreich und zu kleineren Adels- und Klosterherrschaften gehörte, welche keine Reformation durchführten. Hier zogen evangelische Bewohner erst seit dem 19. Jahrhundert bzw. vermehrt nach dem Zweiten Weltkrieg zu. Einige Reichsstädte waren aber bereits seit der Reformationszeit ganz oder teilweise evangelisch. In der Reichsstadt Isny – dem Zentrum der Reformation im Allgäu – war sogar bis 1803 der Zuzug von Katholiken verboten. In Wangen und Ravensburg war die Reformation zwar eingeführt, aber später ganz oder teilweise rückgängig gemacht geworden. Wangen blieb dann bis 1810 ganz katholisch, in Ravensburg herrschte jahrhundertelang konfessionelle Parität. Die Reichsstadt Leutkirch wurde mit der Reformation zwar evangelisch, eine katholisch gebliebene Minderheit und die katholischen Christen des unmittelbaren Umlands konnten aber weiterhin die große Stadtpfarrkirche nutzen, während die evangelischen Bürger eine eigene Kirche neu errichteten.
Fast alle Gebiete des Dekanats kamen in den Jahren 1803–1810 an Württemberg und wurden zunächst dem Dekanat Blaubeuren, ab 1810 dem Dekanat Biberach zugeordnet. 1810 wurde Ravensburg Sitz eines Oberamts. 1829 wurde Ravensburg dann provisorisch Sitz eines Dekans innerhalb des Dekanats Biberach, das mit „oberer Sprengel der Diözese Biberach“ bezeichnet wurde. Zum Dekan wurde der Stadtpfarrer in Ravensburg ernannt. 1843 wurde das Dekanat Ravensburg dann endgültig eingerichtet. Ihm wurden die evangelischen Gemeinden des gesamten Umlands zugeordnet. Es gehört seit seiner Gründung zum Generalat Ulm, aus dem 1924 die heutige Prälatur Ulm hervorging.
Als Besonderheit liegt auf dem Gebiet des Kirchenbezirks Ravensburg auch die Evangelische Brüdergemeinde Wilhelmsdorf, eine von Pietisten gegründete unabhängige evangelische Gemeinde, die mit der Evangelischen Landeskirche in Württemberg jedoch einen Vertrag abgeschlossen hat, wonach landeskirchliche Gemeindeglieder in Wilhelmsdorf entsprechend ihrem Wohnort auch vom jeweiligen Pfarrer der Brüdergemeinde seelsorgerlich betreut werden, auch wenn sie selbst nicht Mitglied der Brüdergemeinde sind. Die Brüdergemeinde Wilhelmsdorf ist eine Tochtergemeinde der Evangelischen Brüdergemeinde Korntal.

## Leitung des Kirchenbezirks
Die Leitung des Kirchenbezirks obliegt der Bezirkssynode, dem Kirchenbezirksausschuss (KBA) und dem Dekan. Derzeitiger Dekan ist seit 2022 Martin Hauff, der zugleich geschäftsführender Pfarrer der Gesamtkirchengemeinde Ravensburg ist.

### Dekane des Kirchenbezirks Ravensburg seit 1829

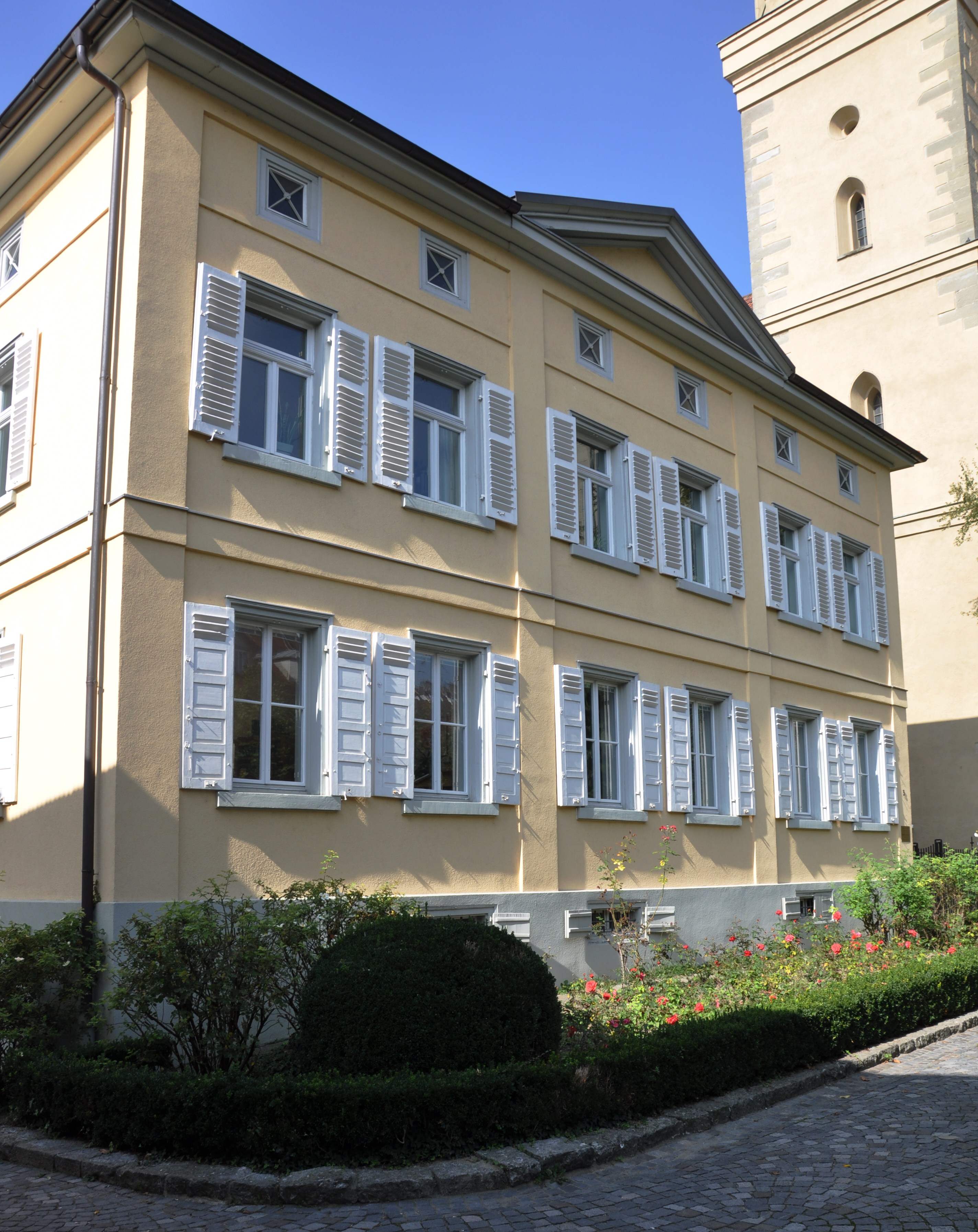
Dekanatsamt am Marienplatz in Ravensburg

- 1829–1842: Johann Martin Kutter (1763–1843); bereits seit 1819 Stadtpfarrer in Ravensburg
- 1843–1862: Johann August Beigel
- 1862–1872: Moritz Ernst Eggel
- 1872–1896: Wilhelm Max Theodor von Biberstein
- 1897–1908: Gotthold Felician Knapp (1848–1908)
- 1908–1913: Friedrich Fischer (1853–1933)
- 1913–1927: Karl Fauser
- 1927–1937: Hermann Ströle (1878–1950)
- 1937–1945: Eugen Kommerell
- 1946–1961: Gerhard Schnaufer
- 1962–1977: Johannes Maisch (1910–1985)
- 1978–1991: Gerhard Döffinger (1929–2001)
- 1991–1997: Jan-Adolf Bühner (* 1948)
- 1997–2008: Jochen Tolk (* 1943)
- 2009–2021: Friedrich Langsam (* 1956)
- 2022–: Martin Hauff (* 1963)

Dekane des Dekanats Friedrichshafen (1992–2003) bzw. Codekane des Kirchenbezirks Ravensburg in Friedrichshafen (seit 2004):
- 1992–2003: Werner Müller-Bay (* 1940), Dekan
- 2004–2012: Ulrich Lange (1960–2012), Codekan
- 2013–2021: Gottfried Claß (* 1954), Codekan
- 2022–: Reimar Krauß (* 1960), Codekan

Für die Betreuung und Beaufsichtigung des Religionsunterrichts an den allgemein- und berufsbildenden Schulen ist ein Schuldekan zuständig.

## Kirchenmusik
Bezirkskantorin ist seit Dezember 2024 Carmen Jauch, die Kantorin und Organistin an der Evangelischen Stadtkirche Ravensburg ist. Ihr Vorgänger in diesen Ämtern war seit 1989 Kirchenmusikdirektor Michael Bender.
Auch der Kantor und Organist an der Schlosskirche Friedrichshafen hat einen Bezirksauftrag inne (1992–2024: Kirchenmusikdirektor Sönke Wittnebel, seit 2024: Manuel Mader).

## Einrichtungen des Kirchenbezirks
Das Diakonische Werk Oberschwaben Allgäu Bodensee betreibt Beratungsstellen und Kindertageseinrichtungen.
Die Jugendarbeit im Bezirk wird vom Evangelischen Jugendwerk Ravensburg (ejw) koordiniert und begleitet. Das Jugendwerk ist seit 2020 in Friedrichshafen angesiedelt.
Die Erwachsenenbildung fördert das Evangelische Bildungswerk Oberschwaben (EBO), das zusammen mit dem Kirchenbezirk Biberach betrieben wird.
Die Evangelische Fachberatung für Kindertageseinrichtungen berät die evangelischen Kindertagesstätten im Bezirk.
Die Verwaltung des Kirchenbezirks war bis 2025 im Evangelischen Verwaltungszentrum Bereich Ev. Kirchenbezirk Ravensburg angesiedelt. Es versah außerdem die Aufgaben einer kirchlichen Verwaltungsstelle (der Landeskirche) für den Bezirk und die Verwaltung des Diakonischen Werks sowie der Kirchenpflegen Ravensburg, Weingarten und Baienfurt-Baindt. Mit der Verwaltungsreform der Landeskirche wurde die Evangelische Regionalverwaltung Ravensburg errichtet, die 2025 die Aufgaben des Verwaltungszentrums weiterführt und weitere übernahm. Neben dem Hauptstandort in Ravensburg werden Außenstandorte in Friedrichshafen und Isny betrieben.
Seit Oktober 2020 sind Schuldekanat, Verwaltung, Bildungswerk, Kindergartenfachberatung und Beratungsstellen des Diakonischen Werks im neben dem Matthäus-Gemeindehaus gelegenen, eigens errichteten Haus der Evangelischen Kirche in der Ravensburger Innenstadt ansässig.

## Partnerschaft
Der Kirchenbezirk unterhält seit 1999 eine Partnerschaft mit dem Fako South Presbytery der Presbyterianischen Kirche in Kamerun. Neben der Unterstützung für Projekte in Kamerun (etwa für den Bau einer Mädchenschule in Limbe) lebt die Partnerschaft vom Erfahrungsaustausch bei gegenseitigen Besuchen von Delegationen in Kamerun und Deutschland.

## Kirchengemeinden
Im Kirchenbezirk Ravensburg gibt es insgesamt 26 Kirchengemeinden. Dabei haben sich neun Kirchengemeinden zu insgesamt zwei Gesamtkirchengemeinden und einer Verbundkirchgengemeinde zusammengeschlossen, bleiben aber weiterhin eigenständige Körperschaften des öffentlichen Rechts. Das Gebiet des Kirchenbezirks Ravensburg ist traditionell katholisch geprägt. Aus historischer Zeit evangelisch sind nur die ehemalige Reichsstadt Isny und teilweise die ehemaligen paritätischen Reichsstädte Ravensburg und Leutkirch. Die anderen evangelischen Gemeinden entstanden erst ab dem 19. Jahrhundert. Jeweils in Klammern hinter dem Namen der Kirchengemeinde ist die Zahl der Gemeindeglieder angegeben.

### Kirchengemeinde Ailingen

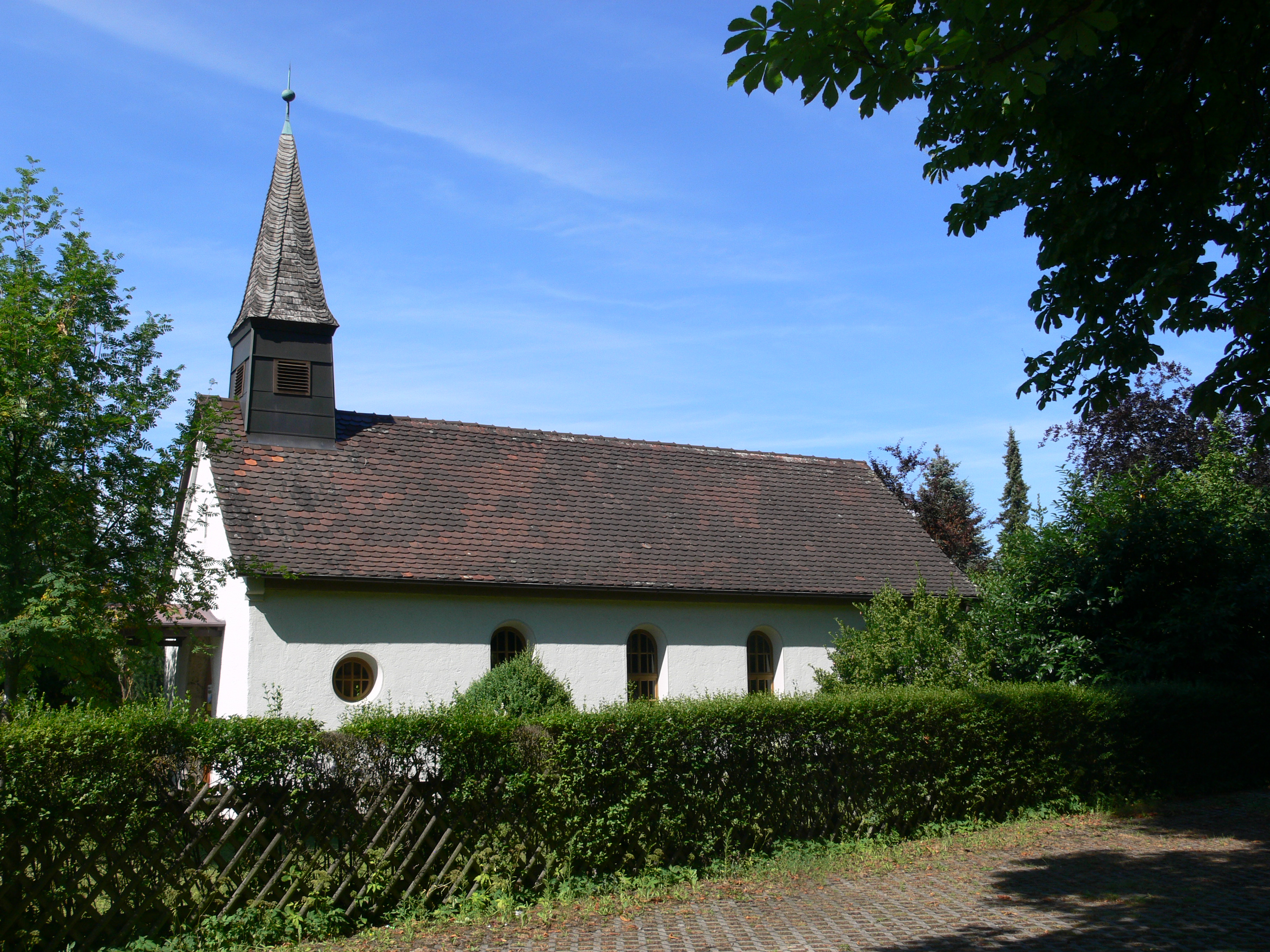
Alte evangelische Kirche Ailingen

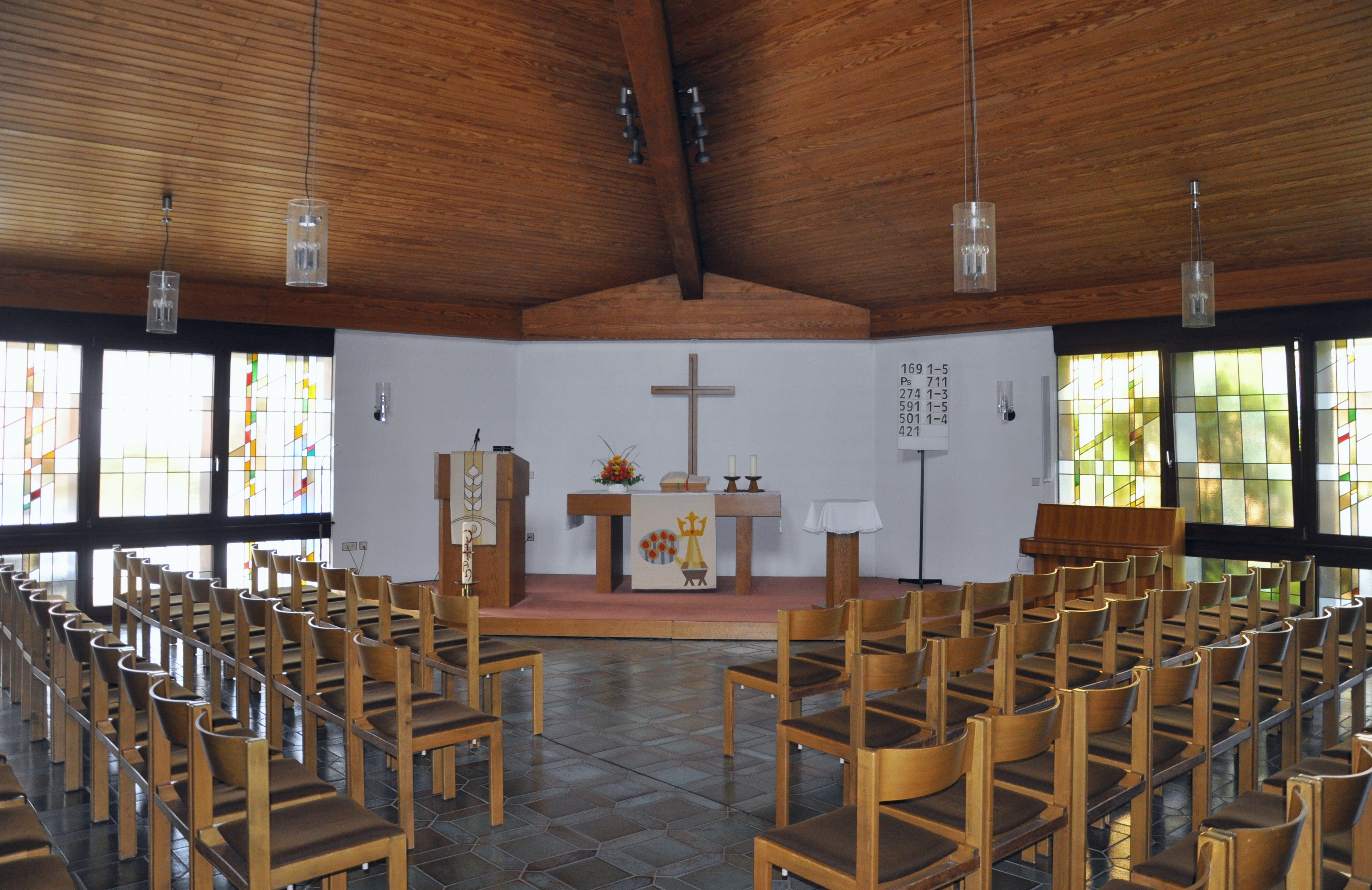
Gottesdienstraum des evangelischen Gemeindezentrums

Die Kirchengemeinde Ailingen (1.416 Mitglieder) umfasst die Stadtteile Ailingen und Ettenkirch (ohne Habratsweiler, Hirschlatt, Lindenholz und Waltenweiler, welche inzwischen zur Kirchengemeinde Meckenbeuren gehören) der Stadt Friedrichshafen. Beide Orte blieben nach der Reformation katholisch. Seit dem 20. Jahrhundert zogen auch evangelische Bewohner zu, die zunächst zu den Kirchengemeinden Friedrichshafen und Tettnang gehörten. 1937 wurde in Ailingen eine Kapelle und 1949 eine eigene evangelische Kirche erbaut. Durch Bekanntmachung des Oberkirchenrats vom 21. Juli 1952 wurde dann die selbständige Kirchengemeinde Ailingen gebildet, nachdem das Kultusministerium mit Schreiben vom 5. Juni 1952 die neue Kirchengemeinde als Körperschaft des öffentlichen Rechts anerkannt hatte. Sie umfasste von der Kirchengemeinde Friedrichshafen die damalige Gemeinde Ailingen mit allen zugehörigen Weilern sowie Hirschlatt (Gemeinde Ettenkirch) und von der Kirchengemeinde Tettnang die Weiler Lindenholz und Waltenweiler der Gemeinde Ettenkirch sowie den Weiler Holzreute der damaligen Gemeinde Kehlen. 1972 wurde Ailingen dann eigene Pfarrei. Der Hauptort Ettenkirch mit einigen zugehörigen Weilern gehörte bis 1974 zur Kirchengemeinde Meckenbeuren und wurden erst durch Bekanntmachung des Oberkirchenrats vom 6. Dezember 1974 der Kirchengemeinde Ailingen zugeordnet.
Die Gemeinde feiert Gottesdienste meist nicht in ihrer winzigen Kirche (90 Sitzplätze), sondern im Gottesdienstraum (etwa 380 Plätze) des 1972 nebenan errichteten evangelischen Gemeindezentrums.

### Kirchengemeinde Alttann

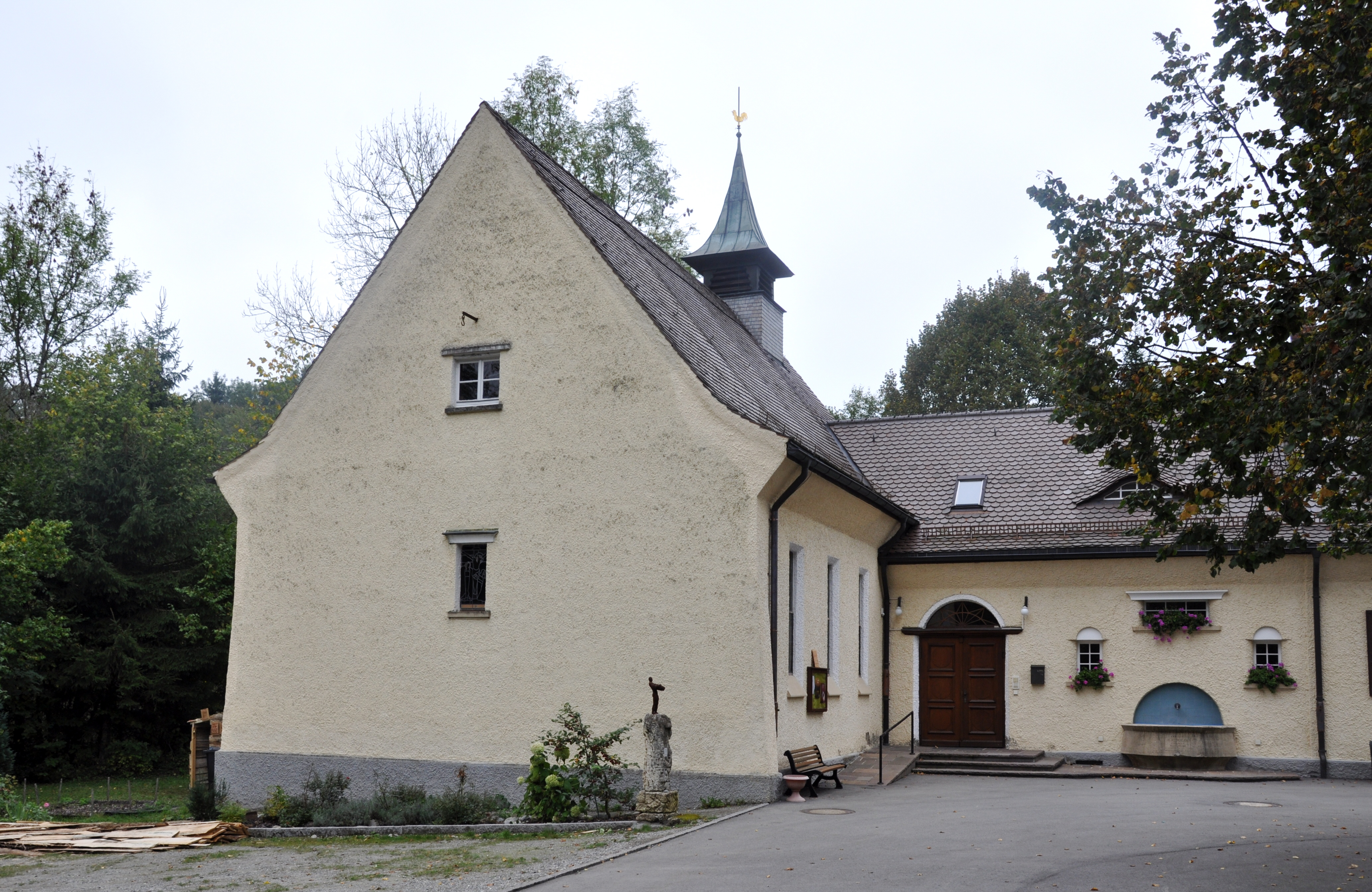
Evangelische Kirche Alttann

Die Kirchengemeinde Alttann (927 Mitglieder) umfasst die Gemeinde Wolfegg, mit ihren zugehörigen Weilern, darunter Alttann und die Gemeinde Bergatreute sowie den Stadtteil Eintürnen der Stadt Bad Wurzach. Der Raum Wolfegg blieb nach der Reformation katholisch. Seit dem 19. Jahrhundert zogen auch evangelische Bewohner zu, so dass 1922–1925 im „Höll“ genannten Tal der Wolfegger Ach in Alttann eine eigene evangelische Kirche mit Schulhaus erbaut werden konnte. 1965 wurde dort ein Vikariat und später eine eigene Pfarrei errichtet.

### Kirchengemeinde Atzenweiler-Vogt

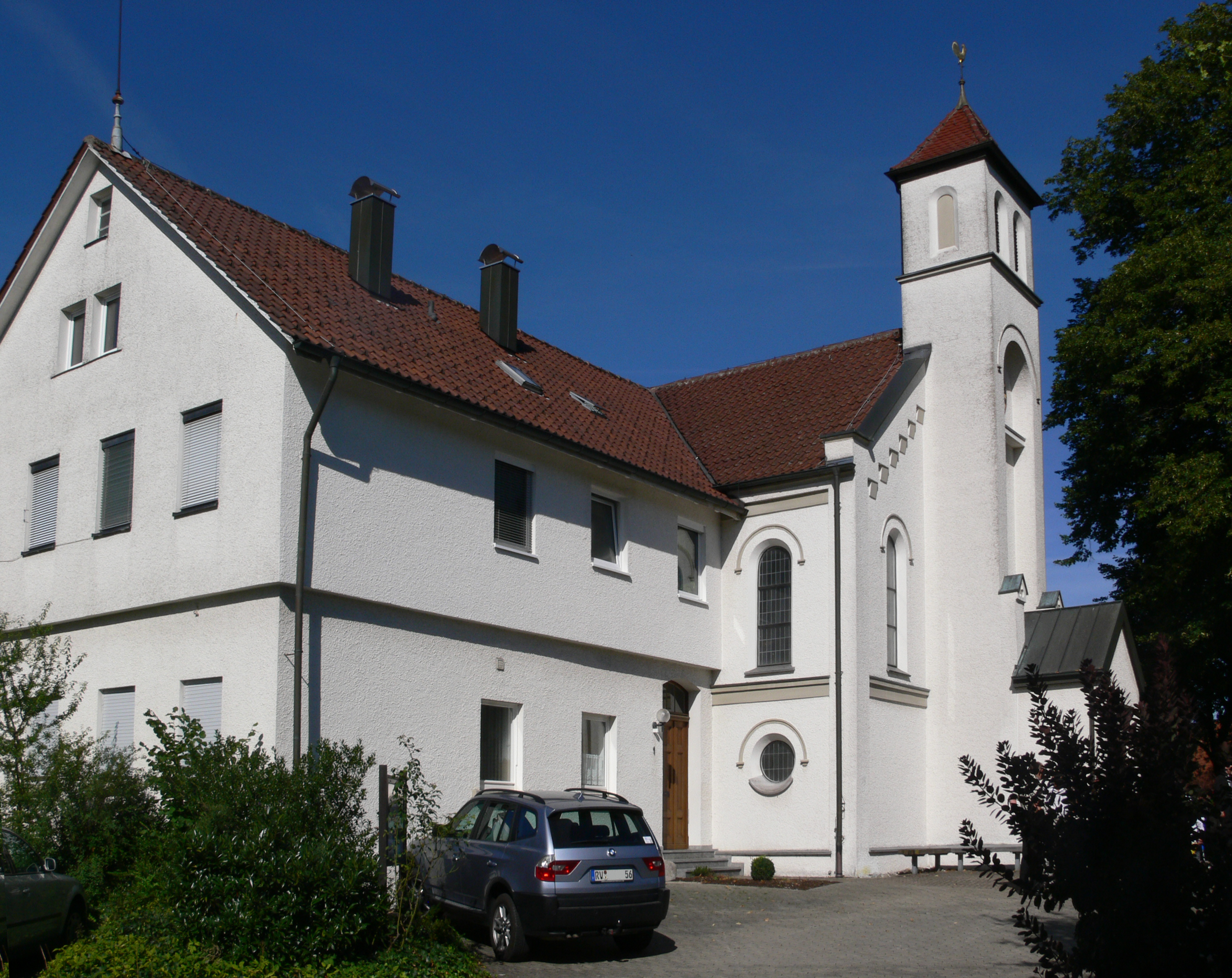
Evangelische Kirche Atzenweiler

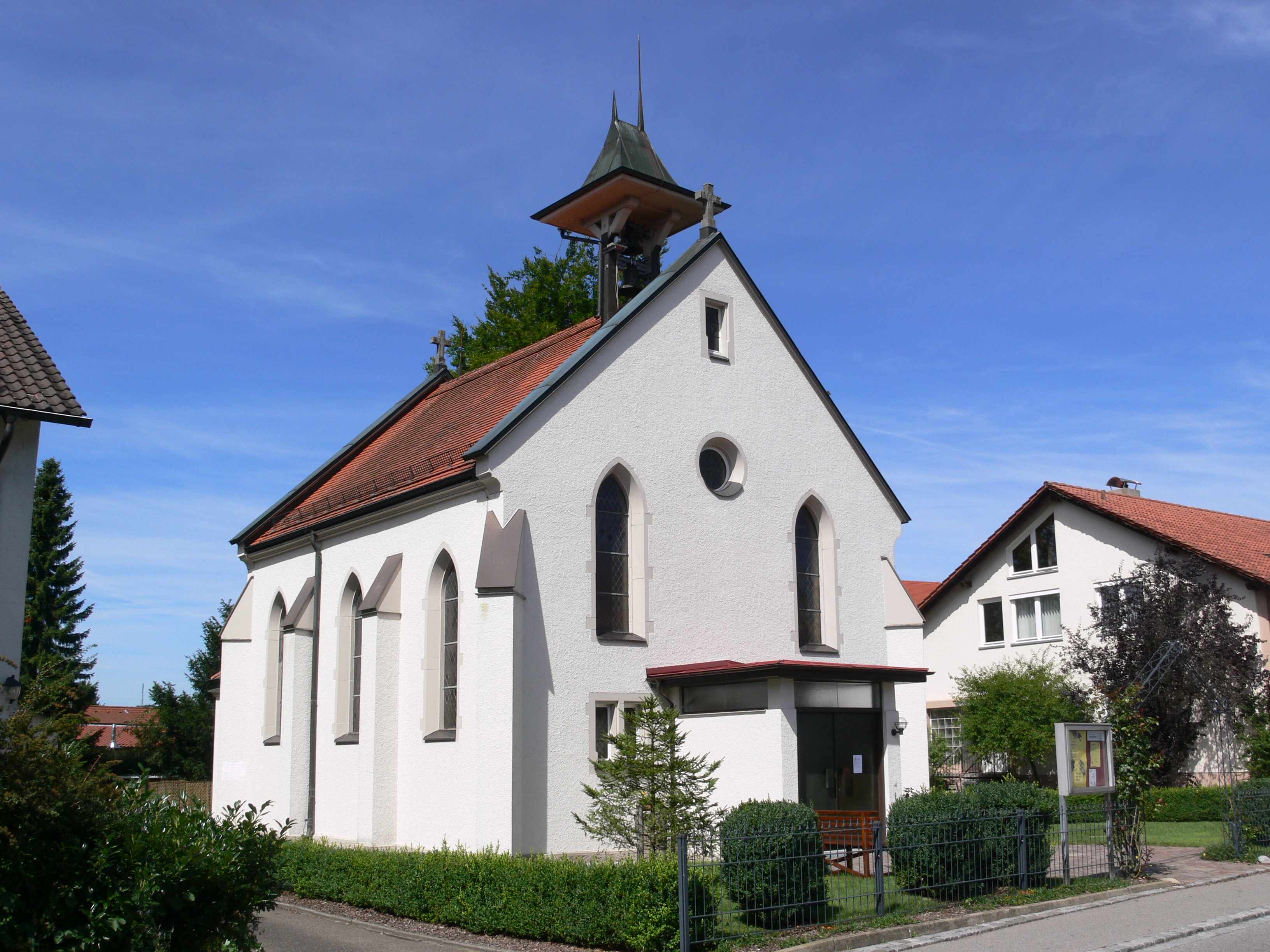
Christuskirche Vogt

Die Kirchengemeinde Atzenweiler-Vogt (1.834 Mitglieder) umfasst die Gemeinde Grünkraut mit den zugehörigen Weilern, darunter Atzenweiler sowie die Gemeinden Bodnegg (ohne Hinterberg und Schmitten, die 1961 der Kirchengemeinde Wangen zugeordnet wurden), Waldburg und Vogt. Bis 1920 gehörte auch der Weiler Hinzistobel zur Kirchengemeinde Atzenweiler. Durch Bekanntmachung des Konsistoriums vom 21. April 1920 wurde dieser der Kirchengemeinde Ravensburg zugeordnet.  Bis 1964 gehörte auch der heutige Wangener Ortsteil Karsee zur Kirchengemeinde Vogt. Durch Bekanntmachung des Oberkirchenrats vom 13. Februar 1964 wurde Karsee der Kirchengemeinde Wangen im Allgäu zugeordnet. Bis 1975 gehörten auch die evangelischen Bewohner von Ittenbeuren und Knollengraben (beide Stadt Ravensburg) zur Kirchengemeinde Atzenweiler, bevor diese gemäß Bekanntmachung des Oberkirchenrats vom 13. Februar 1975 der Kirchengemeinde Ravensburg zugeordnet wurden.
Der Raum blieb nach der Reformation katholisch. Im 19. Jahrhundert zogen auch evangelische Bewohner zu, so dass 1898 eine eigene Pfarrei im Grünkrauter Ortsteil Atzenweiler errichtet wurde. Bereits 1884 war dort ein Schulhaus mit Betsaal erbaut worden. 1899 wurde in Vogt eine Filialgemeinde eingerichtet, 1901 dort die Christuskirche erbaut. Zuständig blieb jedoch der Pfarrer von Atzenweiler. Paul Knapp, Pazifist und Gründer der Deutschen Friedenspartei, war von 1908 bis 1911 Pfarrverweser und dann bis 1949 Pfarrer in Atzenweiler. Nach dem Zweiten Weltkrieg wuchsen die beiden Gemeinden durch Flüchtlinge und Zugezogene aus anderen Teilen Deutschlands stark an. In Vogt wurde 1972 ein Gemeindehaus, 1994 auch ein Pfarrhaus errichtet. 2003 erhielt die Kirchengemeinde Vogt zum ersten Mal eine ständige Pfarrstelle.
2018 beschlossen die Kirchengemeinden Atzenweiler (mit damals 1.288 Mitgliedern) und Vogt (mit 718 Mitgliedern), zum 1. Januar 2019 zu fusionieren. Die sonntäglichen Gottesdienste in Atzenweiler und Vogt fanden schon einige Jahre vor der Fusion zu wöchentlich abwechselnden Uhrzeiten im Doppeldienst durch die Pfarrer von Atzenweiler und Vogt statt. Seit 2025 finden Sonntagsgottesdienste abwechselnd in den beiden Kirchen statt.

### Kirchengemeinde Bad Waldsee

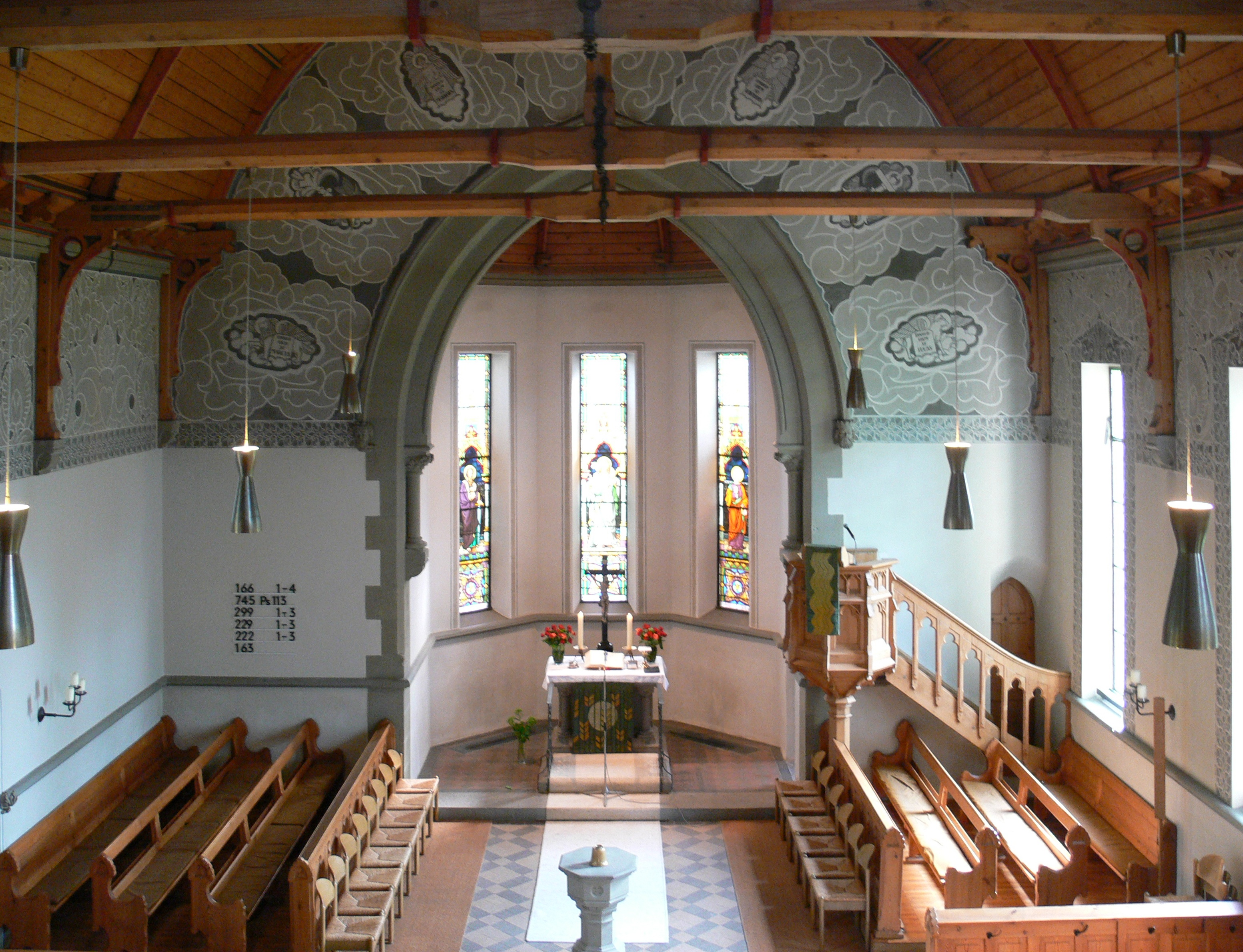
Evangelische Kirche Bad Waldsee

Die Kirchengemeinde Bad Waldsee (2.650 Mitglieder) umfasst die Stadt Bad Waldsee mit ihren Stadtteilen Gaisbeuren, Haisterkirch, Michelwinnaden, Mittelurbach und Reute sowie die Ortsteile Mühlhausen und Oberessendorf der Gemeinde Eberhardzell im Landkreis Biberach. Der Raum Bad Waldsee blieb nach der Reformation katholisch. Im 19. Jahrhundert zogen auch evangelische Bewohner zu, so dass 1887 eine Pfarrverweserei errichtet wurde. 1889 wurde dann eine eigene Kirche erbaut, und 1904 wurde Waldsee eigene Pfarrei. 1974 erhielt die Gemeinde dann noch ein eigenes Gemeindezentrum. Mit Wirkung vom 6. Dezember 1993 wurde die Kirchengemeinde Waldsee in „Kirchengemeinde Bad Waldsee“ umbenannt. Heute gibt es zwei Pfarrämter in der Kirchengemeinde Bad Waldsee, sie tragen die Bezeichnungen I und II.

### Kirchengemeinde Bad Wurzach
Die Kirchengemeinde Bad Wurzach (1.141 Mitglieder) umfasst die Stadt Bad Wurzach mit ihren Stadtteilen Arnach, Dietmanns (ohne Rupprechts und Wohnplätze Bruis, Martinshof, Sailerle und Zimmermartin), Gospoldshofen, Haidgau, Seibranz, Unterschwarzach und Ziegelbach sowie den Ortsteil Ellwangen der Gemeinde Rot an der Rot. Dabei wurde Ellwangen erst durch Bekanntmachung des Oberkirchenrats vom 10. April 1958 von der Kirchengemeinde Rot an der Rot in die Kirchengemeinde Bad Wurzach umgegliedert. Der Roter Ortsteil Haslach gehört zur Kirchengemeinde Aitrach; der Hauptort und der Ortsteil Spindelwag der Gemeinde Rot an der Rot gehören zur Kirchengemeinde Erolzheim-Rot im Kirchenbezirk Biberach. Der Bad Wurzacher Stadtteil Eintürnen gehört zur Kirchengemeinde Alttann und der Stadtteil Hauerz zur Kirchengemeinde Aitrach.
Der Raum Bad Wurzach blieb nach der Reformation katholisch. Überwiegend erst nach dem Zweiten Weltkrieg zogen auch evangelische Bewohner zu, die zunächst zur Kirchengemeinde Leutkirch gehörten. Durch Bekanntmachung des Oberkirchenrats vom 10. Januar 1951 wurde dann für die oben genannten Orte die selbständige Filialkirchengemeinde Bad Wurzach von Leutkirch gegründet, nachdem das Kultministerium mit Schreiben vom 5. April 1950 diese als Körperschaft des öffentlichen Rechts anerkannt hatte. Durch Bekanntmachung vom 6. Juli 1954 wurde die Filialkirchengemeinde Bad Wurzach dann von der Muttergemeinde Leutkirch gelöst und zur selbständigen Kirchengemeinde erhoben. Bad Wurzach wurde Pfarrverweserei und 1958/59 erhielt die Stadt ihre eigene evangelische Kirche.

### Kirchengemeinde Baienfurt-Baindt

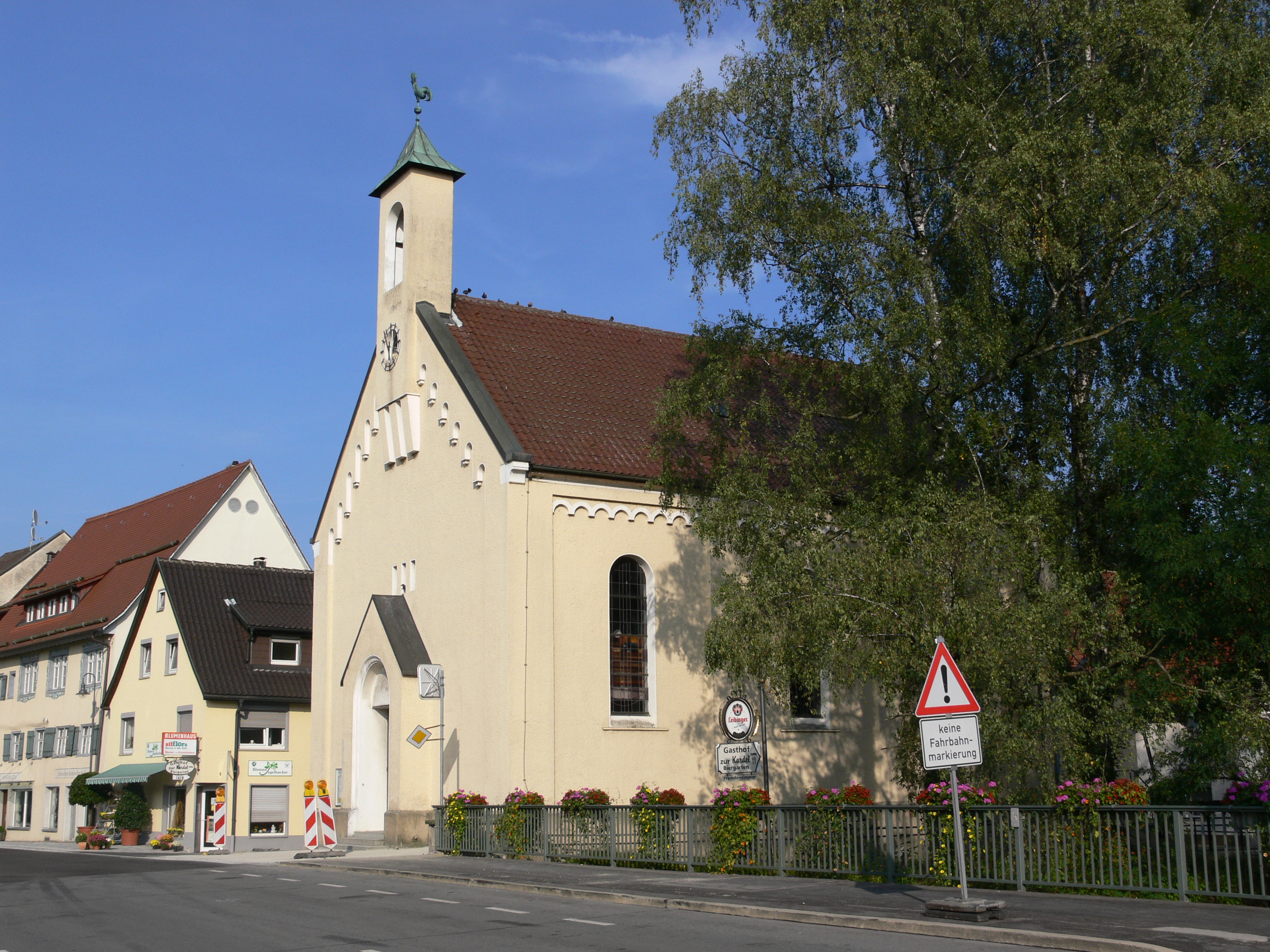
Evangelische Kirche Baienfurt

Die Kirchengemeinde Baienfurt-Baindt (1.883 Mitglieder) umfasst die Gemeinden Baienfurt und Baindt. Der Raum Baienfurt-Baindt blieb nach der Reformation katholisch. Überwiegend erst nach dem Zweiten Weltkrieg zogen auch evangelische Bewohner zu, die zunächst zur Kirchengemeinde Weingarten gehörten. Durch Bekanntmachung des Oberkirchenrats vom 12. Oktober 1961 wurde die selbständige Filialkirchengemeinde Baienfurt gegründet. Das Kultusministerium hatte die neue Filialkirchengemeinde Baienfurt mit Schreiben vom 8. September 1961 als Körperschaft des öffentlichen Rechts anerkannt. 1971 wurde eine eigene Pfarrei errichtet. Durch Bekanntmachung des Oberkirchenrats vom 26. Februar 1987 gab es zwischen der Kirchengemeinde Baienfurt und deren Nachbarkirchengemeinde Weingarten eine Gebietskorrektur. Mit Verfügung vom 3. Juli 2003 wurde die Kirchengemeinde Baienfurt in Kirchengemeinde Baienfurt-Baindt umbenannt. Auch das zugehörige Pfarramt in Baienfurt trägt heute die Bezeichnung Baienfurt-Baindt.
Die evangelische Kirche an der Brücke über die Wolfegger Ach in Baienfurt wurde 1890 als katholische Kirche erbaut, nach dem Bau der heutigen katholischen Pfarrkirche 1927 verkauft und fortan als Lagerraum, Sporthalle und Kino verwendet. 1952 kaufte die evangelische Kirchengemeinde das Gebäude und feiert seit 1953 dort Gottesdienst. Die Kirche wurde 1967/1968, 1984 und 2011 renoviert.
1964–1965 wurde das Gemeindehaus am Öschweg in Baienfurt erbaut, Ende der 1990er Jahre der Dietrich-Bonhoeffer-Saal in Baindt.

### Kirchengemeinde Bavendorf-Winterbach

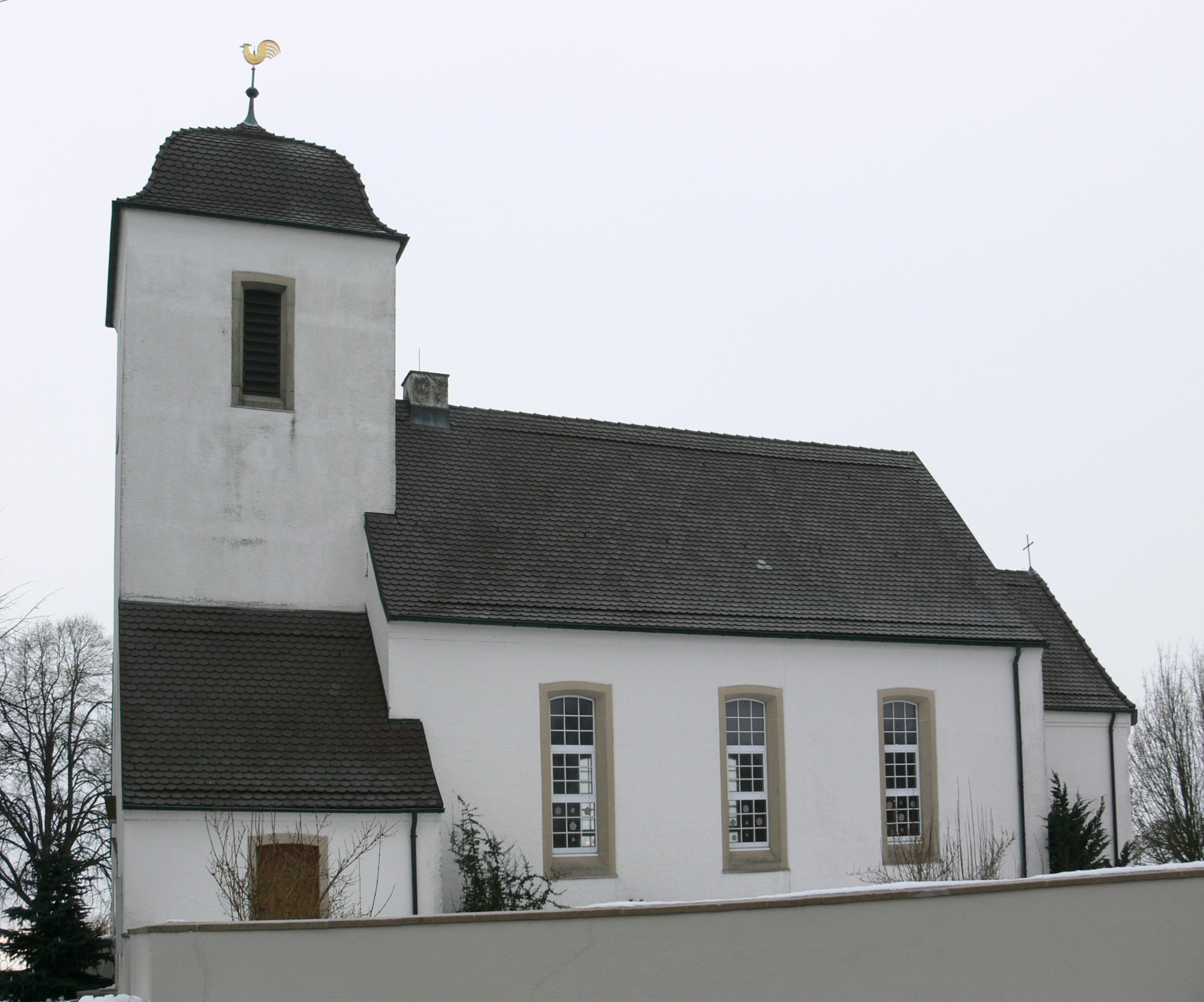
Evangelische Kirche Bavendorf

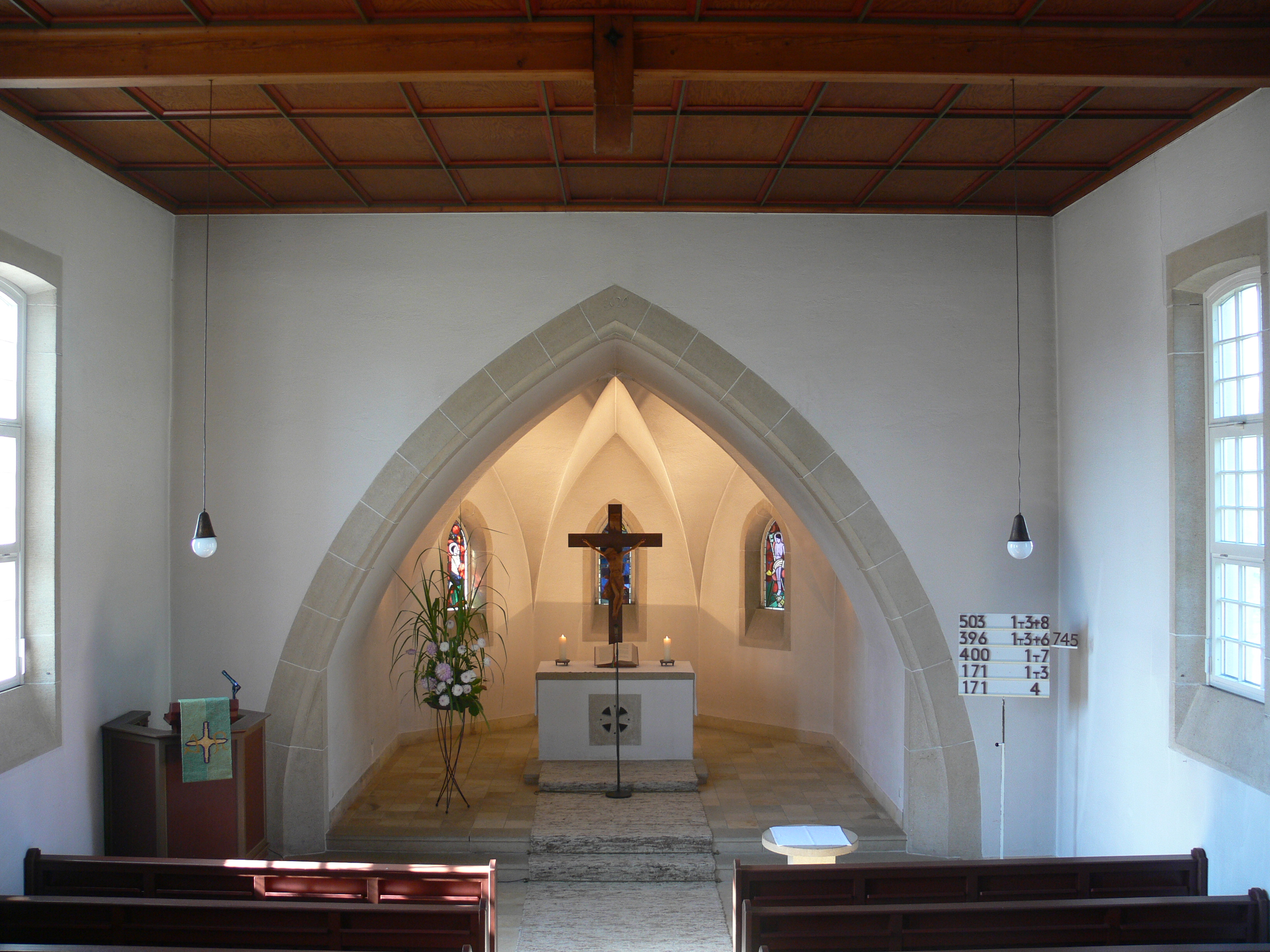
Evangelische Kirche Bavendorf: Innenansicht

Die Kirchengemeinde (1.661 Mitglieder) entstand durch Fusion der Kirchengemeinden Bavendorf und Wälde-Winterbach.
Die Kirchengemeinde Bavendorf umfasste die Ravensburger Ortschaft Taldorf mit den zugehörigen Dörfern und Weilern, darunter Adelsreute, Bavendorf und Oberzell. Der Raum Bavendorf blieb nach der Reformation katholisch. Im 19. Jahrhundert zogen auch evangelische Bewohner zu, so dass 1887 eine eigene Kirche erbaut wurde. Die zugehörige Filialkirchengemeinde wurde zunächst vom Pfarramt Wälde-Winterbach betreut. Die heutige Kirche Bavendorf wurde 1926 neu erbaut. 1968 wurde Bavendorf eigene Pfarrei und durch Bekanntmachung des Oberkirchenrats vom 10. März 1970 wurde die bis dahin zur Muttergemeinde Wälde-Winterbach gehörige Filialkirchengemeinde Bavendorf zur selbständigen Kirchengemeinde erhoben. Durch Bekanntmachung des Oberkirchenrats vom 26. Februar 1987 wurde der Weiler Brielhäusle (teilweise zur Kernstadt Ravensburg gehörig) und die zum Stadtteil Schmalegg gehörigen Weiler Bäche, Briel, Bronnetsholz, Funkenhausen, Gringen, Hinterweißenried, Hochstätt, Neuhagenbach, Oberhagenbach, Okatreute und Zinsländer, die bislang zu den Kirchengemeinden Ravensburg bzw. Wälde-Winterbach gehörten, der Kirchengemeinde Bavendorf zugeordnet. Adelsreute mit zugehörigen Weilern kam dann durch Gesetz vom 5. September 1989 von der Evangelischen Landeskirche in Baden zur württembergischen Landeskirche und wurde ebenfalls der Kirchengemeinde Bavendorf angegliedert.

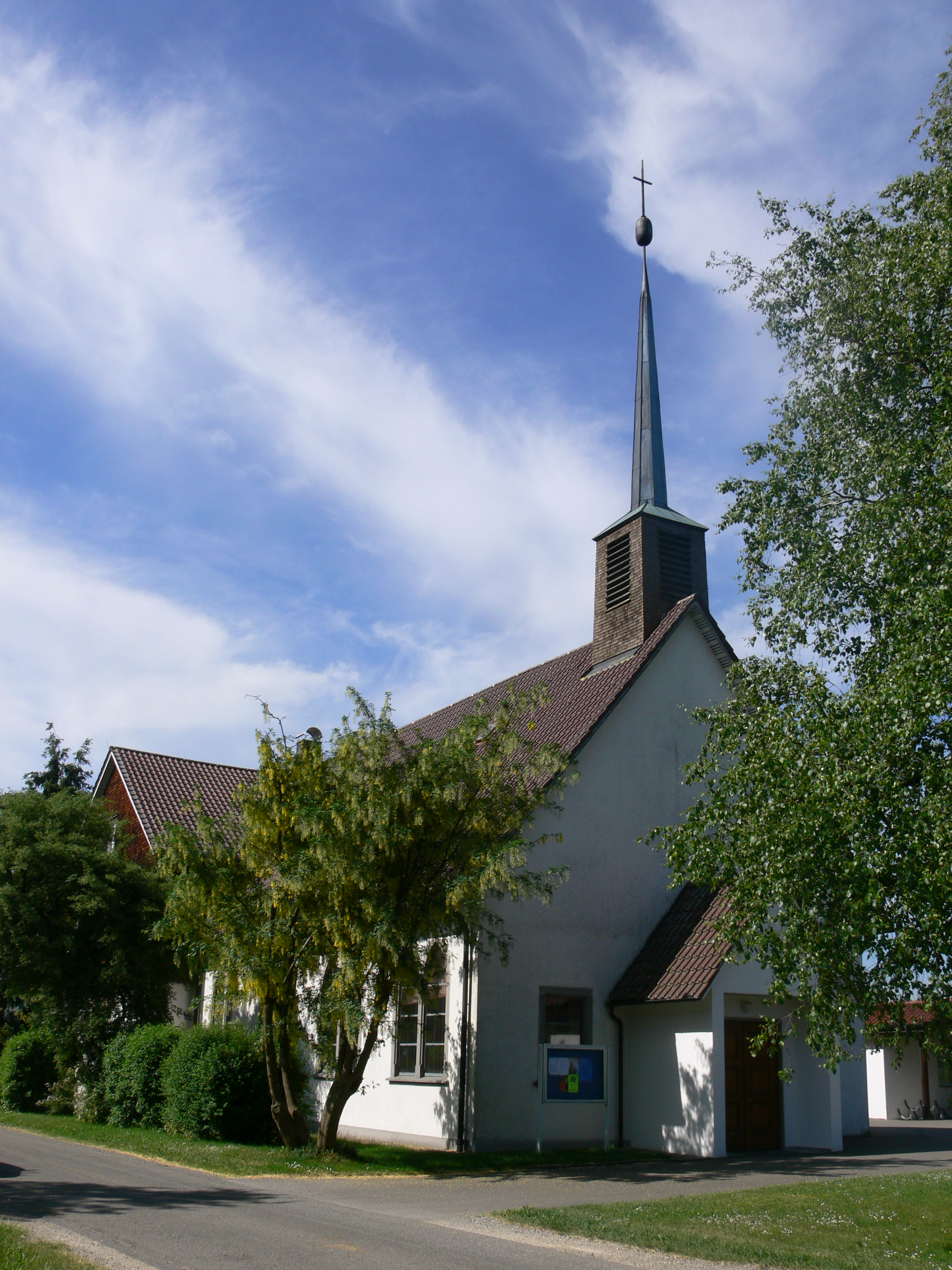
Evangelische Kirche Winterbach

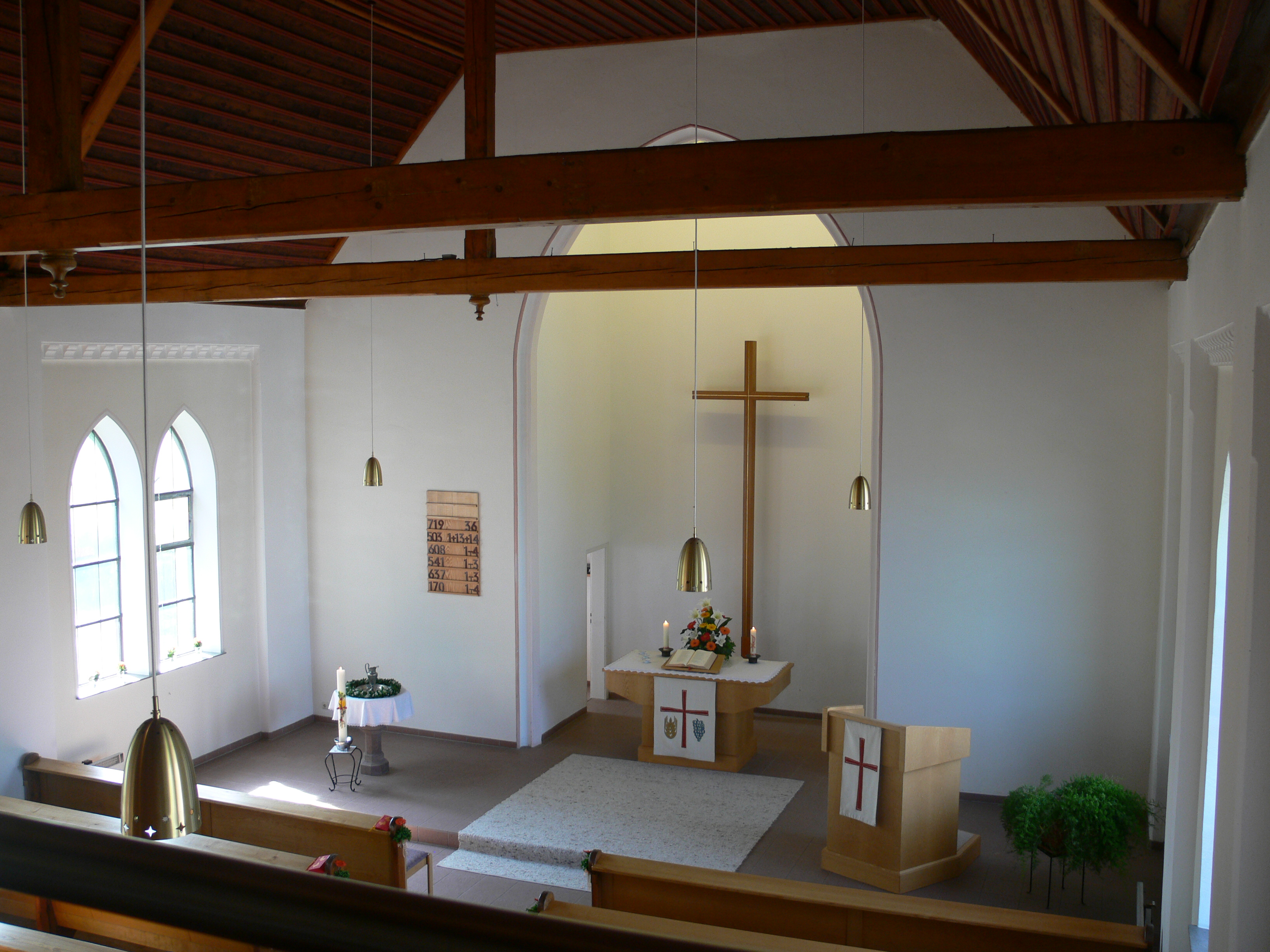
Evangelische Kirche Winterbach: Innenansicht

Die Kirchengemeinde Wälde-Winterbach umfasste die Gemeinde Horgenzell mit ihren Ortsteilen Hasenweiler, Kappel, Wolketsweiler (mit den zugehörigen Weilern Wälde und Winterbach) und Zogenweiler, die Gemeinde Wilhelmsdorf mit ihren Ortsteilen Esenhausen, Pfrungen und Zußdorf sowie den Stadtteil Schmalegg (mit Ausnahme einiger Weiler, die seit 1987 zur Kirchengemeinde Bavendorf gehören) der Stadt Ravensburg. Der Raum Horgenzell blieb nach der Reformation katholisch. Im 19. Jahrhundert zogen auch evangelische Einwohner zu, so dass sich ab 1846 die Evangelischen als Hausgemeinde in Wälde trafen, am 26. Oktober 1887 die Evangelische Kirchengemeinde gegründet wurde. Am 22. Oktober 1891 wurde die neu erbaute Kirche in Winterbach eingeweiht und 1897 wurde Wälde-Winterbach zur ständigen Pfarrstelle erhoben. Durch Bekanntmachung des Oberkirchenrats vom 26. Februar 1987 wurde der Weiler Brielhäusle (teilweise zur Kernstadt Ravensburg gehörig) und die zum Stadtteil Schmalegg gehörigen Weiler Bäche, Briel, Bronnetsholz, Funkenhausen, Gringen, Hinterweißenried, Hochstätt, Neuhagenbach, Oberhagenbach, Okatreute und Zinsländer, die bislang zu den Kirchengemeinden Ravensburg bzw. Wälde-Winterbach gehörten, der Kirchengemeinde Bavendorf zugeordnet. Im Gegenzug erhielt die Kirchengemeinde Wälde-Winterbach die Weiler Wolfsberg und Unterwolfsberg von der Kirchengemeinde Ravensburg. Die zu Wilhelmsdorf gehörigen Weiler Höhreute, Niederweiler und Tafern (bis 1971 zur Gemeinde Illwangen, dann bis 1973 zur Gemeinde Illmensee gehörig) sowie der zu Wolkenweiler gehörige Weiler Tepfenhart (bis 1974 zur Gemeinde Adelsreute gehörig) kamen erst durch Gesetz vom 5. September 1989 von der Evangelischen Landeskirche in Baden zur württembergischen Landeskirche und wurden der Kirchengemeinde Wälde-Winterbach angegliedert. Die kleine Diasporagemeinde Wälde-Winterbach wies mit Jungbläsern, Posaunenchor, Kinderchor und Kirchenchor vier kirchenmusikalische Gruppen vor.

### Gesamtkirchengemeinde Friedrichshafen

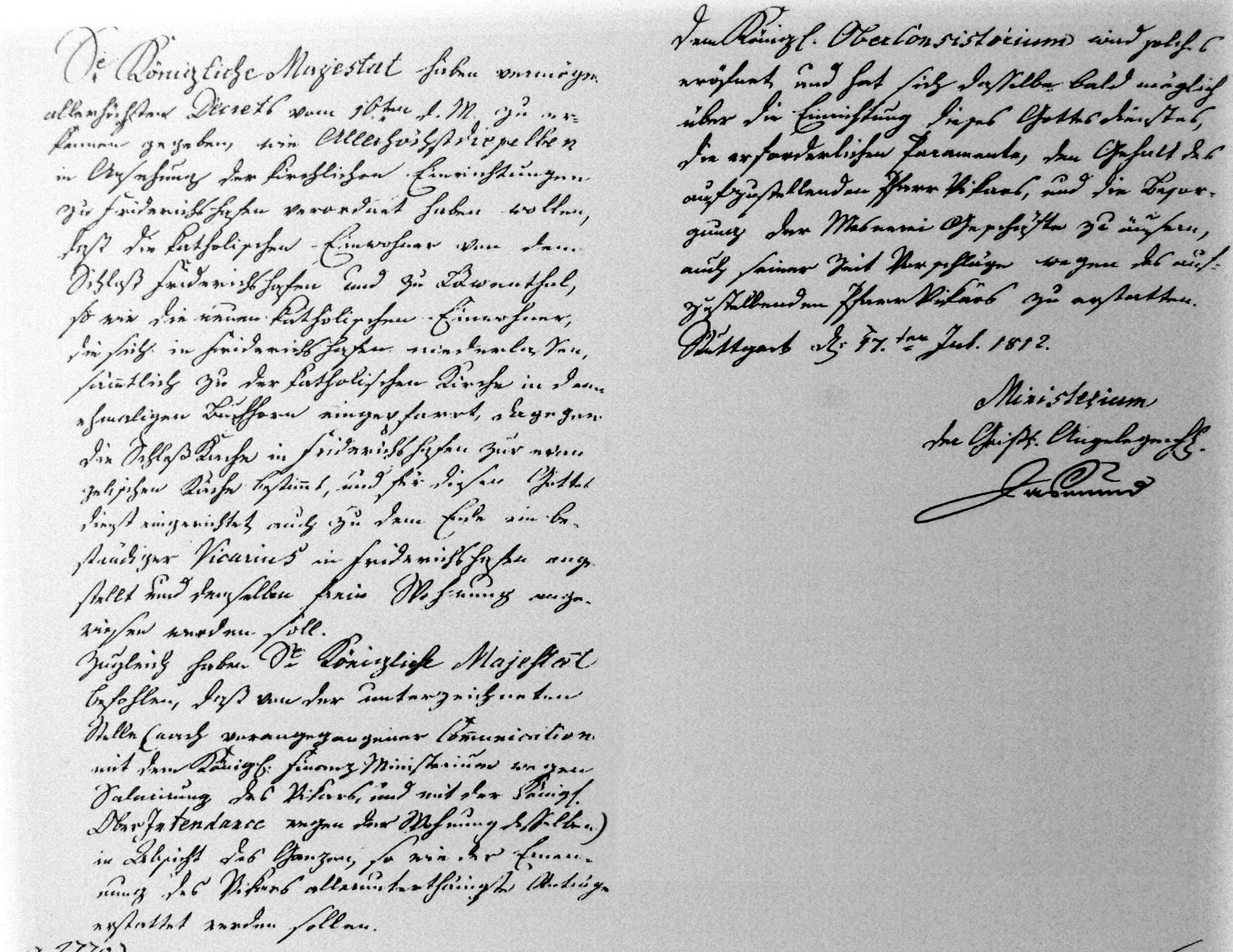
Gründung der Evangelischen Kirchengemeinde Friedrichshafen durch König Friedrich von Württemberg, 1812: … dagegen die Schloßkirche in Friderichshafen zur evangelischen Kirche bestimmt, und für diesen Gottesdienst eingerichtet, auch zu dem Ende ein beständiger Vicarius in Friderichshafen angestellt und demselben freie Wohnung angewiesen werden soll

Bis ins 20. Jahrhundert war die Schlosskirche die einzige evangelische Kirche im damaligen Stadtgebiet. Die evangelische Gemeinde wuchs stark an, und so wurden seit den 1930er Jahren und insbesondere nach dem Zweiten Weltkrieg weitere Kirchengemeinden gegründet und Kirchen erbaut. Bis 1. September 1993 gehörte auch die Kirchengemeinde Manzell zur Gesamtkirchengemeinde Friedrichshafen. In den anderen Stadtteilen gibt es noch Kirchengemeinden in Ailingen (mit Ettenkirch, seit 1952) und Kluftern, wobei die letztgenannte zur Kirchengemeinde Markdorf (Dekanat Überlingen-Stockach) der Evangelischen Landeskirche in Baden angehört. Bei der Bildung der Kirchengemeinde Ailingen durch Bekanntmachung des Oberkirchenrats vom 21. Juli 1952 gab die Kirchengemeinde Friedrichshafen die damalige Gemeinde Ailingen mit allen zugehörigen Weilern und den Weiler Hirschlatt der Gemeinde Ettenkirch an die neue Kirchengemeinde Ailingen ab.

Die Gesamtkirchengemeinde Friedrichshafen (5.682 Mitglieder) umfasst die Kernstadt mit einigen zugehörigen Weilern (z. B. Jettenhausen) von Friedrichshafen. Sie wurde am 1. April 1935 gebildet, als für den damaligen Nebenort Fischbach mit Manzell, Spaltenstein, Schnetzenhausen, Eichenmühle und Grenzhof der Kirchengemeinde Friedrichshafen die selbständige Kirchengemeinde Fischbach (später in Manzell umbenannt) gebildet und diese gleichzeitig mit der Kirchengemeinde Friedrichshafen in der neu gebildeten Gesamtkirchengemeinde Friedrichshafen zusammengeschlossen wurde. Das Kultministerium hatte die neue Kirchengemeinde Fischbach und die Gesamtkirchengemeinde mit Schreiben vom 12. April 1935 als Körperschaften des öffentlichen Rechts anerkannt. 1958 wurde die Erlöserkirchengemeinde gegründet. 1960 wurde die Kirchengemeinde Manzell zur selbständigen Kirchengemeinde erhoben. Später folgten noch die Bonhoefferkirchengemeinde und die Paul-Gerhardt-Kirchengemeinden als weitere Teilkirchengemeinden Friedrichshafens. 1993 schied die Kirchengemeinde Manzell aus der Gesamtkirchengemeinde Friedrichshafen aus und am 1. Januar 1994 wurde die Gesamtkirchengemeinde Friedrichshafen mit ihren verbliebenen vier Kirchengemeinden Schlosskirchengemeinde Friedrichshafen, Bonhoefferkirchengemeinde Friedrichshafen, Erlöserkirchengemeinde Friedrichshafen und Paul-Gerhardt-Kirchengemeinde Friedrichshafen neu umschrieben (die beiden letztgenannten fusionierten im Jahr 2022). 
Im Jahr 2025 wollen die Einzelgemeinden der Gesamtkirchengemeinde mit den Kirchengemeinden Ailingen und Oberteuringen-Neuhaus zur neuen Evangelischen Kirchengemeinde Seeregion Friedrichshafen fusionieren. (Die im Stadtgebiet Friedrichshafen ansässige Kirchengemeinde Manzell wird nicht Teil dieser Fusion sein und selbstständig bleiben.)

#### Schlosskirchengemeinde Friedrichshafen

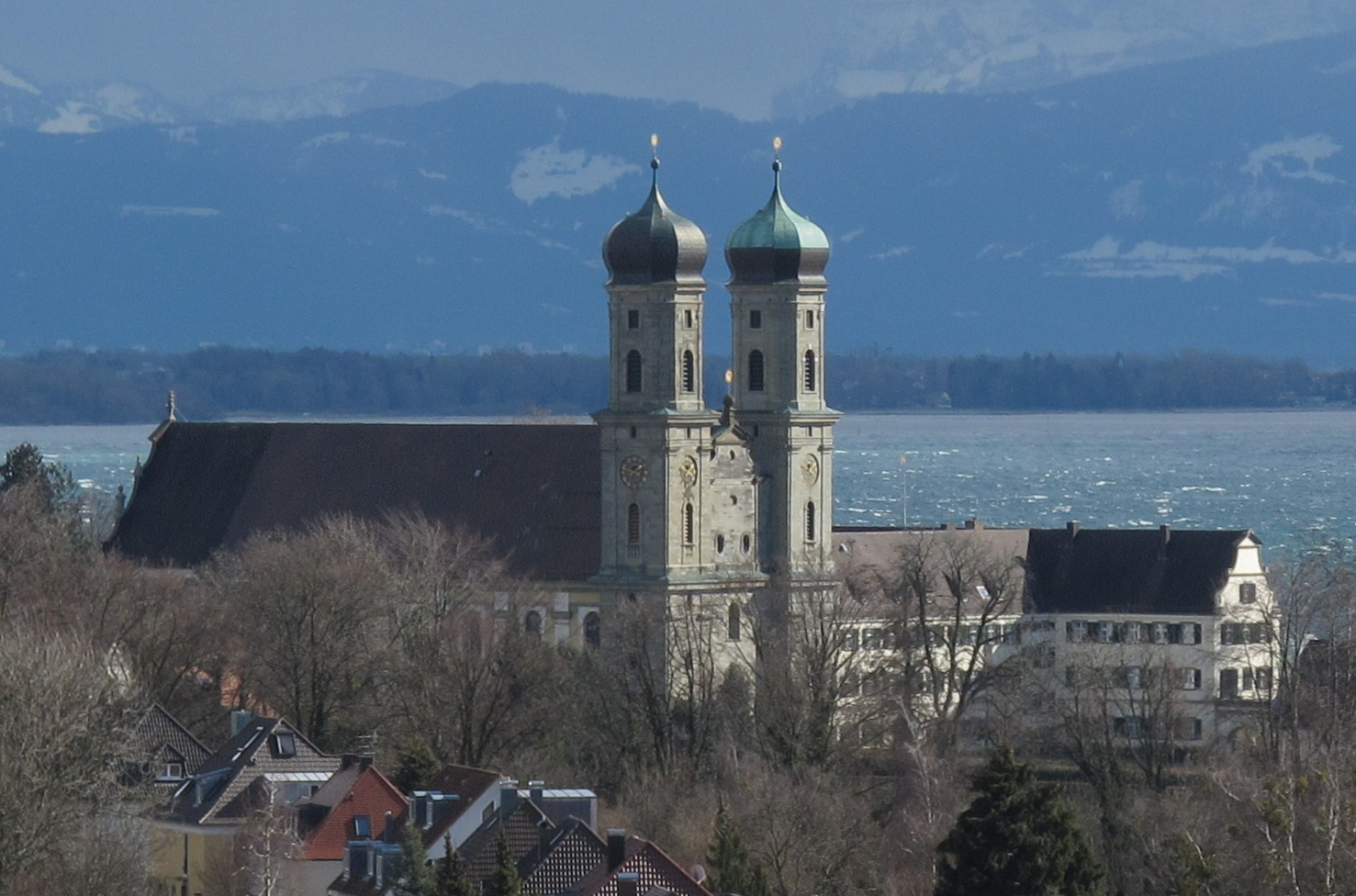
Schlosskirche Friedrichshafen

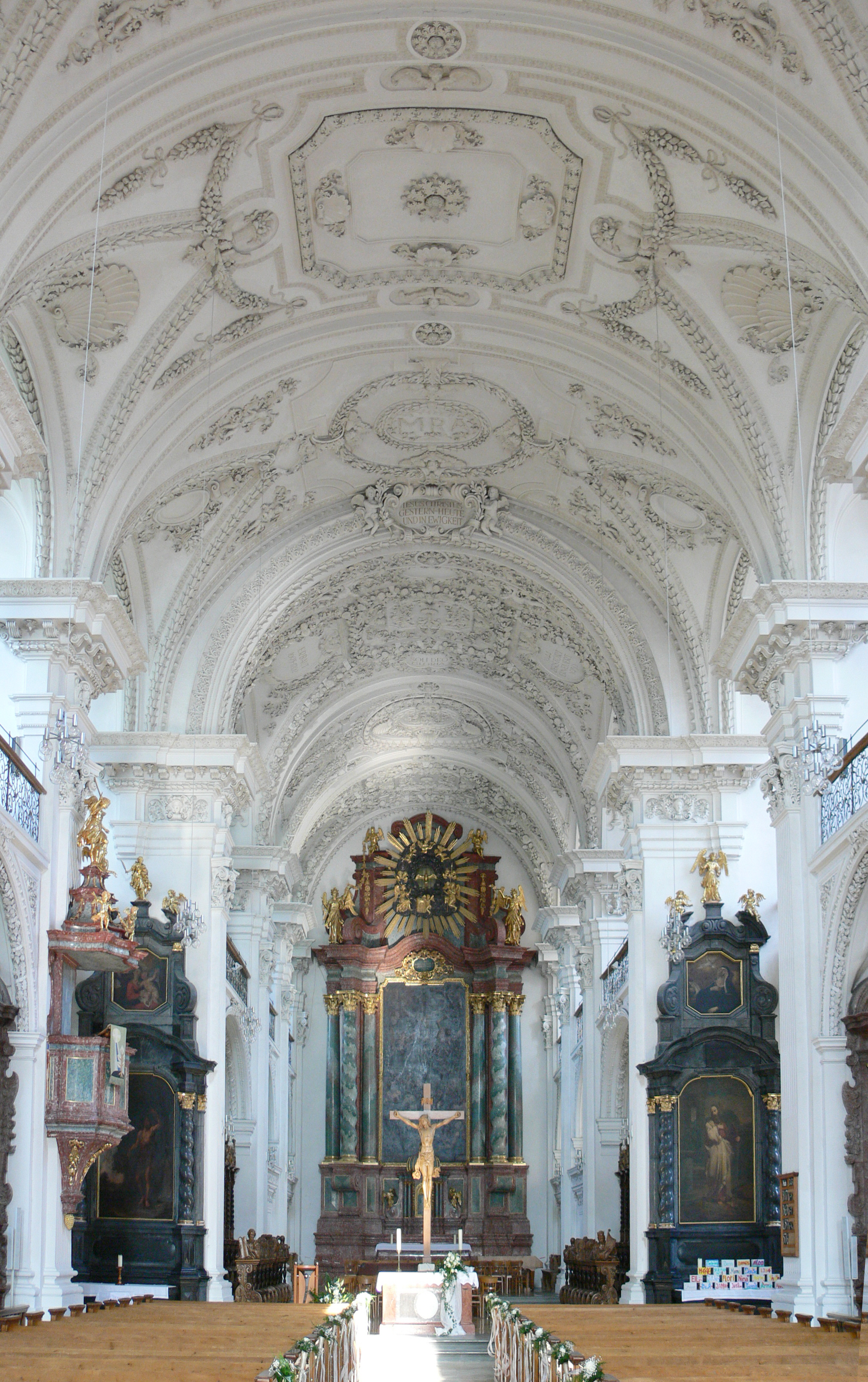
Schlosskirche Friedrichshafen: Innenansicht

Die Schlosskirchengemeinde Friedrichshafen (2.463 Mitglieder) umfasst die Kernstadt Friedrichshafen und einige zugehörige Orte und Weiler, z. B. Seemoos und Windhag, wobei diese durch Bekanntmachung des Oberkirchenrats vom 18. März 1949 zunächst der Kirchengemeinde Manzell, jedoch durch Bekanntmachung vom 14. April 1953 wieder der Kirchengemeinde Friedrichshafen zugeordnet wurden. 1949 wurden hingegen auch die Orte Gerbertshaus, Gunzenhaus und Lochbrücke mit Hechelfurt und Schürten von der Kirchengemeinde Friedrichshafen abgetrennt und der Kirchengemeinde Tettnang zugeordnet. Ferner wurden die Orte Kappelhof, Oberlottenweiler, Weiler an der Ach und Weilermühle, die alle zur damaligen Gemeinde Ailingen gehörten, von der Kirchengemeinde Oberteuringen-Neuhaus in die Kirchengemeinde Friedrichshafen umgegliedert.
Der Raum Friedrichshafen blieb nach der Reformation katholisch. Anfang des 19. Jahrhunderts zogen auch evangelische Bewohner zu. Es waren zunächst vor allem Beamte und Bedienstete des württembergischen Königs, die ins Schloss Hofen, dem ehemaligen Kloster einzogen. Für sie gründete König Friedrich von Württemberg eine evangelische Kirchengemeinde, der er die barocke Schlosskirche zur Verfügung stellte. 1845 wurde hier eine Pfarrei errichtet.

#### Bonhoefferkirchengemeinde Friedrichshafen
Die 1968 entstandene Bonhoefferkirchengemeinde Friedrichshafen (1.107 Mitglieder) umfasst Teile der Kernstadt von Friedrichshafen.

#### Erlöser- und Paul-Gerhardt-Kirchengemeinde Friedrichshafen
Die Erlöser- und Paul-Gerhardt-Kirchengemeinde (2.347 Mitglieder) entstand 2022 aus der Fusion zweier Kirchengemeinden. Die 1958 entstandene Erlöserkirchengemeinde Friedrichshafen umfasste Teile der Kernstadt von Friedrichshafen. Die 1978 entstandene Paul-Gerhardt-Kirchengemeinde Friedrichshafen umfasste im Wesentlichen den Stadtteil Jettenhausen.

### Kirchengemeinde Isny im Allgäu

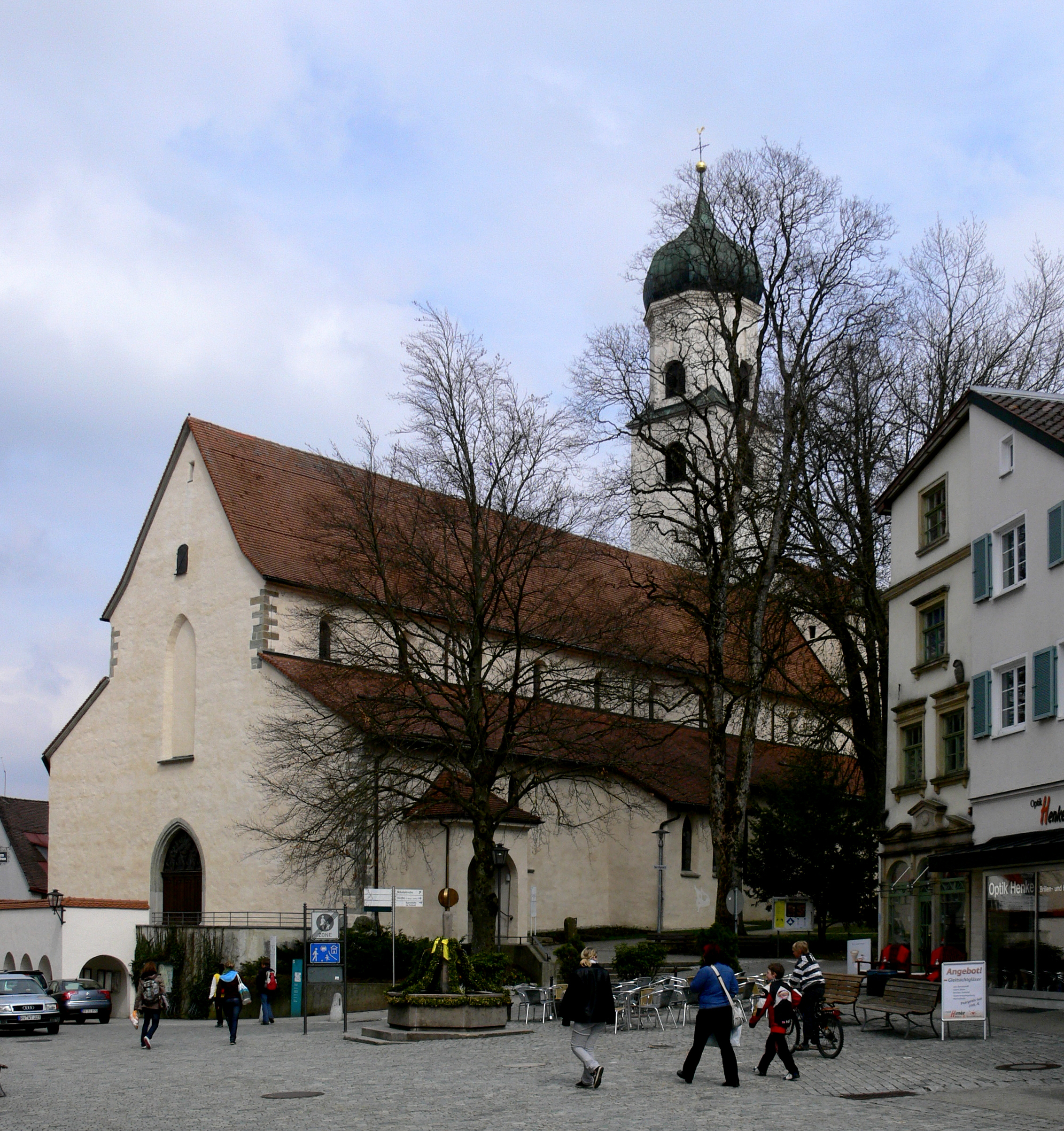
Nikolaikirche Isny

Die Kirchengemeinde Isny (2.398 Mitglieder) umfasst die Stadt Isny im Allgäu mit ihren Stadtteilen Beuren, Großholzleute, Neutrauchburg und Rohrdorf und die Ortsteile Christazhofen, Eisenharz, Göttlishofen und Siggen der Gemeinde Argenbühl (die anderen Argenbühler Ortsteile gehören zur Kirchengemeinde Wangen). Eine Kirche wurde in Isny bereits 1288 erwähnt, als die Pfarrkirche St. Nikolaus nach einem Brand von 1284 neu erbaut wurde. Zuvor gehörte Isny zur Pfarrei Rohrdorf. 1397 wurde die Kirche St. Nikolaus dem Kloster Isny inkorporiert. 1525 führt die Reichsstadt Isny die Reformation ein. Danach war Isny bis 1803 ausschließlich evangelisch. Lediglich das Kloster Isny mit seinem kleinen Territorium blieb katholisch. 1782 wurde es sogar reichsunmittelbar, 1803 jedoch aufgehoben und dann durch Graf Ott von Quadt als Schloss umgebaut, später wurde es als Altersheim verwendet. Die seit der Reformation evangelische Stadtpfarrkirche Isny brannte 1631 beim Stadtbrand größtenteils ab. 1636 wurde sie wieder aufgebaut, der Chor stammt noch aus dem 15. Jahrhundert. 1806 wurde Isny württembergisch und die evangelische Gemeinde Teil der württembergischen Landeskirche. 1854 bis 1860 sowie 1910 und 1968/72 wurde die Stadtkirche Isny grundlegend renoviert. Auf dem Gelände des ehemaligen Spitals, das abgebrochen wurde, entstand 1974/75 ein evangelisches Gemeindezentrum. Erhalten ist noch das Portal und der gewölbte Spitalraum. Die Spitalkirche, die im 19. Jahrhundert neugotisch verändert wurde, wurde ebenfalls abgebrochen. Das Umland von Isny blieb katholisch. Die evangelischen Bewohner wurden der Kirchengemeinde Isny zugeordnet. Neben der Kirche in Isny gibt es noch die Lukaskirche im Stadtteil Neutrauchburg. Heute gibt es in der Kirchengemeinde Isny zwei Pfarrämter. Sie tragen die Bezeichnungen I und II.

### Kirchengemeinde Kressbronn
Die Kirchengemeinde Kressbronn (1.518 Mitglieder) umfasst die aus den ehemaligen Ämtern Hemigkofen und Nonnenbach zusammengelegte Gemeinde Kressbronn am Bodensee sowie alle zugehörigen Weiler und den Stadtteil Langnau der Stadt Tettnang.
Der Raum Kressbronn blieb nach der Reformation katholisch. Im 20. Jahrhundert zogen auch evangelische Bewohner zu. Diese gehörten zunächst zur Kirchengemeinde Langenargen. Mit Wirkung vom 1. April 1947 wurde die selbständige Filialkirchengemeinde Kreßbronn errichtet. Diese bildete mit der Kirchengemeinde Langenargen die Gesamtkirchengemeinde Langenargen. Die Filialkirchengemeinde Kreßbronn und die Gesamtkirchengemeinde waren mit Schreiben des Staatssekretariat für das französisch besetzte Gebiet Württembergs in Tübingen vom 17. März 1947 als Körperschaften des öffentlichen Rechts anerkannt worden. 1957 wurde in Kreßbronn dann auch eine eigene Kirche, die Christuskirche erbaut. Bereits durch Bekanntmachung vom 7. Januar 1957 waren die evangelischen Bewohner des heutigen Tettnanger Stadtteils Langnau von der Kirchengemeinde Tettnang der Filialkirchengemeinde Kreßbronn zugeordnet worden. Schließlich wurde durch Bekanntmachung vom 13. April 1957 die Filialkirchengemeinde Kreßbronn von der Muttergemeinde Langenargen gelöst und zur selbständigen Kirchengemeinde erhoben, nachdem auch eine eigene Pfarrei errichtet worden war. Gleichzeitig wurde die Gesamtkirchengemeinde Langenargen aufgehoben.

### Kirchengemeinde Langenargen-Eriskirch

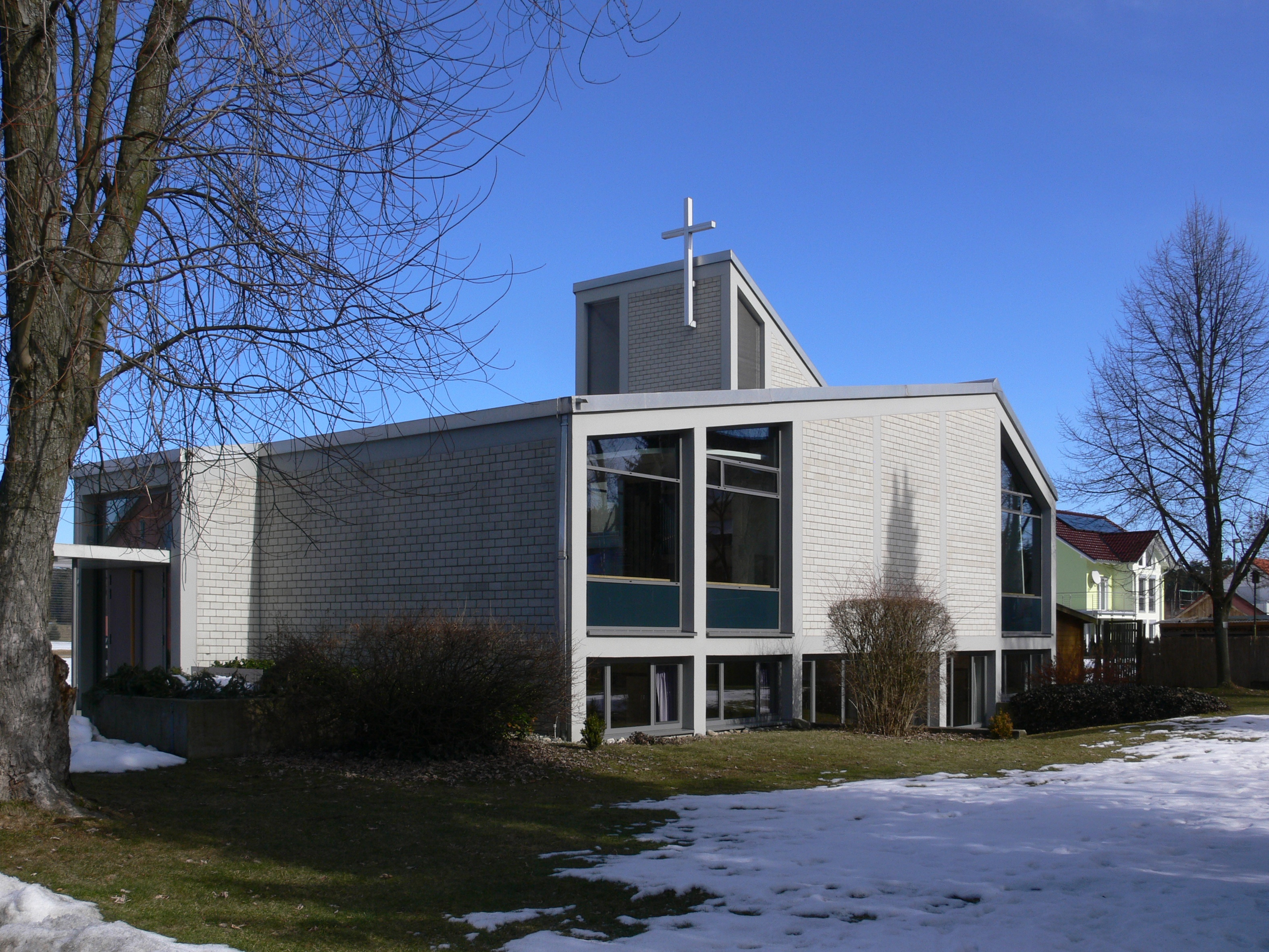
Evangelische Kreuzkirche in Eriskirch-Schlatt

Die Kirchengemeinde Langenargen-Eriskirch (2.314 Mitglieder) umfasst die Gemeinden Langenargen und Eriskirch. Der Raum Langenargen blieb nach der Reformation katholisch. Im 19. Jahrhundert zogen auch evangelische Bewohner zu, so dass 1882 in Langenargen ein evangelischer Betsaal sowie 1914 die evangelische Friedenskirche erbaut und später auch die selbständige evangelische Kirchengemeinde Langenargen errichtet werden konnte. 1930 wurde Langenargen eigene Pfarrei. Im heutigen Eriskircher Ortsteil Schlatt wurde 1970 eine weitere evangelische Kirche der Kirchengemeinde Langenargen erbaut und dort auch ein eigenes Pfarramt eingerichtet. Die Pfarrämter tragen seither die Bezeichnung der beiden politischen Gemeinden innerhalb der Kirchengemeinde Langenargen, die schließlich mit Wirkung vom 28. Februar 2007 in „Kirchengemeinde Langenargen-Eriskirch“ umbenannt wurde.
Bis 1947 gehörten auch die evangelischen Bewohner von Kressbronn zur Kirchengemeinde Langenargen, bis dort mit Wirkung vom 1. April 1947 die selbständige Filialkirchengemeinde Kressbronn bei gleichzeitiger Errichtung der Gesamtkirchengemeinde Langenargen gebildet wurde. Durch Bekanntmachung des Oberkirchenrats vom 13. April 1957 wurde die Filialkirchengemeinde Kressbronn dann von der Muttergemeinde Langenargen gelöst und zur selbständigen Kirchengemeinde erhoben. Gleichzeitig wurde die Gesamtkirchengemeinde Langenargen wieder aufgehoben.

### Verbundkirchengemeinde Leutkirch-Aitrach-Kißlegg
Die Kirchengemeinden Leutkirch, Aitrach und Kißlegg haben sich zum 1. Januar 2023 zu einer Verbundkirchengemeinde (4.607 Mitglieder) zusammengeschlossen.

#### Kirchengemeinde Leutkirch

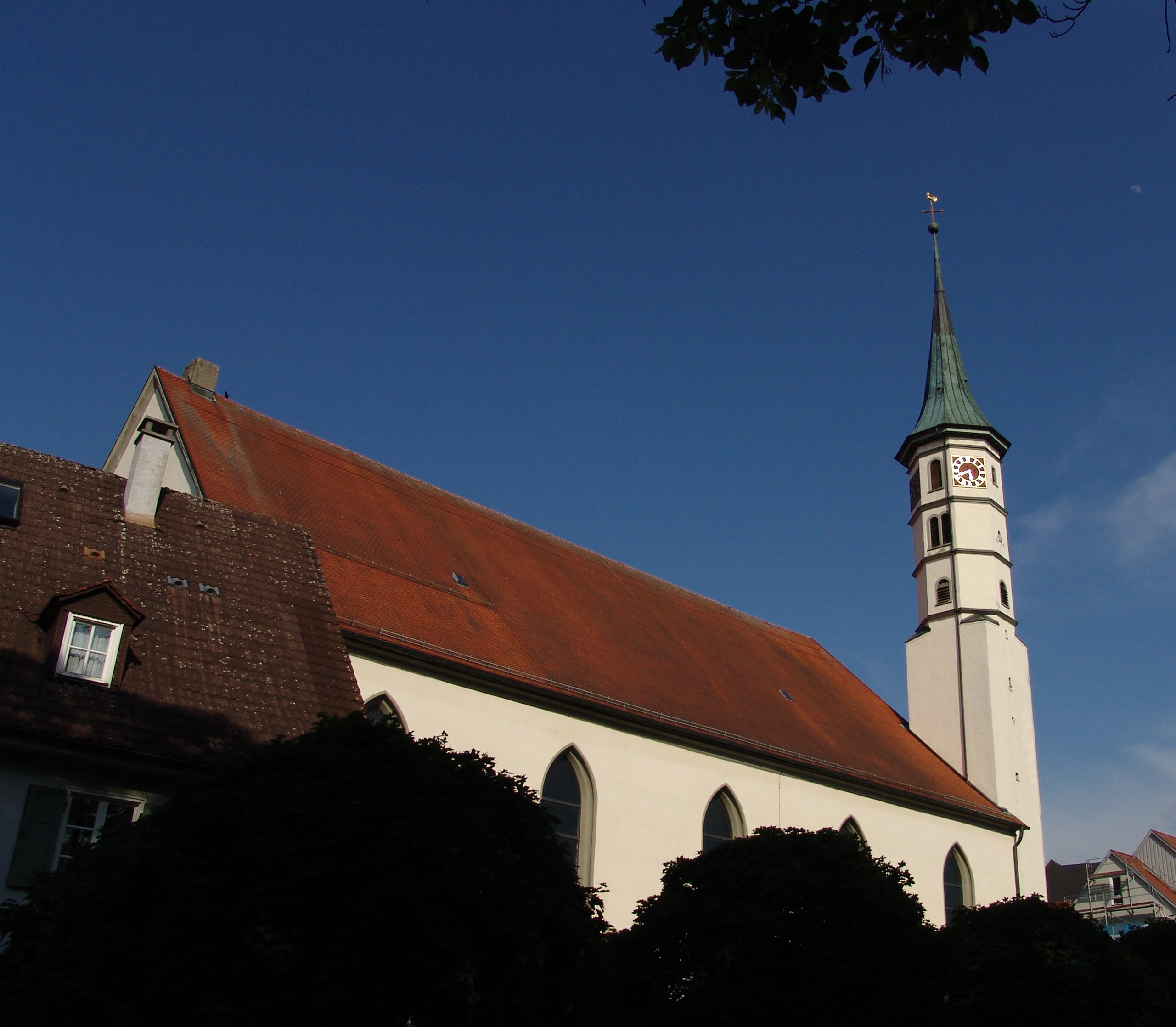
Dreifaltigkeitskirche Leutkirch

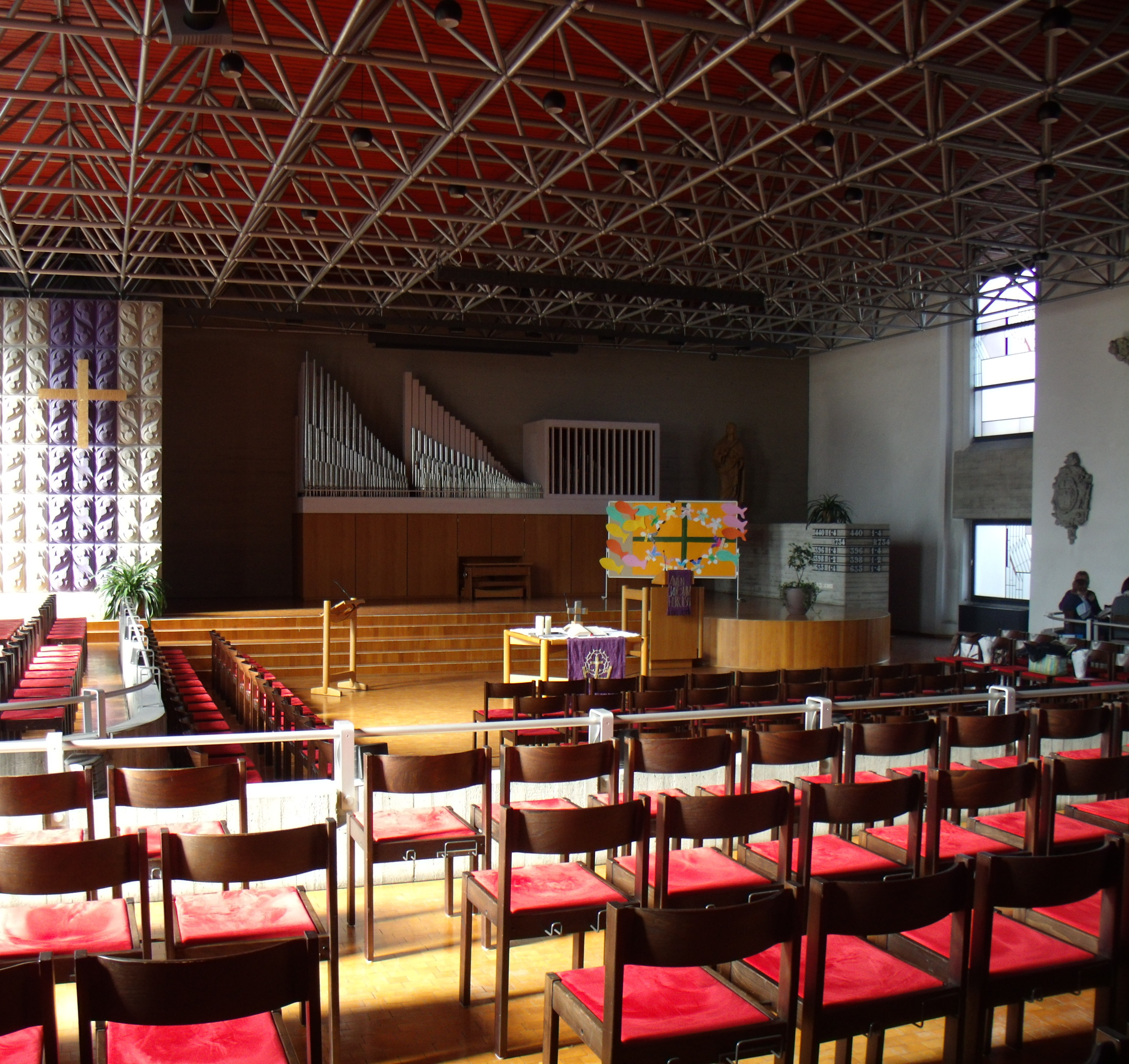
Inneres der Dreifaltigkeitskirche Leutkirch

Die Kirchengemeinde Leutkirch (2.651 Mitglieder) umfasst die Stadt Leutkirch im Allgäu mit ihren Stadtteilen Diepoldshofen, Friesenhofen, Gebrazhofen, Herlazhofen, Hofs, Reichenhofen, Winterstetten und Wuchzenhofen (ohne Ottmannshofen und Bernhard). Eine Kirche und Pfarrei wurde in Leutkirch bereits 788 erwähnt. 797 taucht sie als St. Martinskirche auf, die 1352 von König Karl IV. an das Stift Stams verschenkt wurde. Durch Tausch kam sie schließlich an das Kloster Weingarten. Die Reformation fand in Leutkirch erst 1546 Einzug. Die Bevölkerung schloss sich dem Augsburgischen Bekenntnis und dem Schmalkaldischen Bund an. 1562 wurde zwischen der Stadt und dem Patronatsherrn der Kirche St. Martin ein Vergleich geschlossen. Danach behielten die Katholiken die Pfarrkirche St. Martin, den Protestanten wurde die Spitalkirche zugesprochen. Diese wurde 1589 baulich erweitert und heißt heute Gedächtniskirche. 1613/15 baute sich die evangelische Gemeinde die Dreifaltigkeitskirche, die erste als evangelische Kirche gebaute Kirche in Oberschwaben und heutige evangelische Hauptkirche Leutkirchs. Architekt war Daniel Schopf. Die evangelische Kirchengemeinde Leutkirch blieb bis 1802 selbständig und wurde 1810 in die Evangelische Landeskirche in Württemberg eingegliedert und dem Dekanat Ravensburg zugeordnet. 1857/60 wurde die Dreifaltigkeitskirche neugotisch umgestaltet. 1972/73 wurde das Innere völlig im Sinne eines multifunktionalen Gemeindezentrums umgestaltet. Es zeigt kaum mehr Anklänge an einen historischen Zustand. 1963 wurde das Markushaus erbaut.
Auch in die Stadtteile Leutkirchs zogen vor allem nach dem Zweiten Weltkrieg evangelische Bewohner, die der Evangelischen Kirchengemeinde Leutkirch angegliedert wurden, wobei dies im Falle von Hofs und der Wohnplätze Ottmannshofen und Spitalriedhöfe erst mit Wirkung vom 1. Januar 1975 vollzogen wurde. Zuvor gehörten diese Orte zur Kirchengemeinde Marstetten (heute Aitrach). In Marstetten war nach dem Zweiten Weltkrieg eine Filialkirchengemeinde von Leutkirch gebildet worden. Diese wurde durch Bekanntmachung des Oberkirchenrats vom 10. Januar 1951 von der Muttergemeinde gelöst und zur selbständigen Kirchengemeinde erhoben. Ihr wurden einige benachbarte Orte zugewiesen (Umfang siehe unter Kirchengemeinde Aitrach). Mit gleichem Erlass wurde die neue evangelische Filialkirchengemeinde Bad Wurzach gebildet. Zu ihr gehören Bewohner, die bis 1951 zu den Kirchengemeinden Leutkirch und Waldsee gehörten. Die Filialkirchengemeinde Bad Wurzach bildete fortan mit der Kirchengemeinde Leutkirch die Gesamtkirchengemeinde Leutkirch. Durch Bekanntmachung des Oberkirchenrats vom 6. Juli 1954 wurde die Filialkirchengemeinde Bad Wurzach von der Muttergemeinde Leutkirch gelöst und zur selbständigen Kirchengemeinde erhoben.
Heute gibt es zwei Pfarrämter in der Kirchengemeinde Leutkirch. Sie tragen die Bezeichnungen Nord und Süd. Neben der Dreifaltigkeitskirche Leutkirch finden auch in den Stadtteilen Unterzeil, Gebrazhofen und Friesenhofen regelmäßig evangelische Gottesdienste meist in den dortigen katholischen Kirchen oder Gemeindehäusern statt.

#### Kirchengemeinde Aitrach
Die Kirchengemeinde Aitrach (1.067 Mitglieder) umfasst die Gemeinden Aitrach und Aichstetten (mit Ortsteil Altmannshofen), den Stadtteil Hauerz der Stadt Bad Wurzach (alle Landkreis Ravensburg) sowie die Gemeinde Tannheim und den Ortsteil Haslach der Gemeinde Rot an der Rot im Landkreis Biberach. Der Ortsteil Ellwangen der Gemeinde Rot an der Rot gehört zur Kirchengemeinde Bad Wurzach, der Hauptort Rot an der Rot und der Ortsteil Spindelwag gehören zur Kirchengemeinde Erolzheim-Rot im Kirchenbezirk Biberach. Der Raum Aitrach blieb nach der Reformation katholisch. Im 19. Jahrhundert zogen auch evangelische Bewohner zu, so dass 1895 im heutigen Aitracher Ortsteil Marstetten ein Gemeindehaus erbaut werden konnte. 1949 wurde dort eine ständige Pfarrverweserei errichtet und wohl auch in jener Zeit eine Filialkirchengemeinde von Leutkirch errichtet. Durch Bekanntmachung des Oberkirchenrats vom 10. Januar 1951 wurde diese von der Muttergemeinde Leutkirch getrennt und zur selbständigen Kirchengemeinde Marstetten erhoben. Ihr wurden auch die evangelischen Bewohner einiger umliegenden Orte und Weiler zugeordnet und zwar: Rupprechts mit Bruis, Martinshof, Sailerle und Zimmermartin (alle zu Dietmanns gehörig; heute Bad Wurzach), Ottmannshofen mit Bernhard (alle zu Wuchzenhofen gehörig; heute Leutkirch) und den bis dahin zum Kirchenbezirk Biberach (Kirchengemeinde Rot an der Rot) gehörigen Orten Haslach mit Hauerz, Buch, Samgraben und Unterhalden (alle Hauerz; heute Bad Wurzach) sowie Boschen und Senden (zu Spindelwag gehörig; heute Erolzheim-Rot).
1974 wurde die Pfarrverweserei dann von Marstetten nach Aitrach verlegt. Durch Bekanntmachung des Oberkirchenrats vom 2. Dezember 1975 wurde die Kirchengemeinde Marstetten dann in „Kirchengemeinde Aitrach“ sowie das Pfarramt Marstetten und die Pfarrverweserei Marstetten in „Pfarramt Aitrach“ bzw. „Pfarrverweserei Aitrach“ umbenannt. 1990 schenkte die katholische Kirchengemeinde Aichstetten der Evangelischen Kirchengemeinde Aitrach die St.-Wolfgangs-Kapelle am Ortsrand von Aichstetten. Sie ist seitdem neben dem Gemeindesaal in Tannheim und dem Gemeindehaus Aitrach Predigtort der Evangelischen Kirchengemeinde Aitrach.
Bis 1965 gehörten auch die evangelischen Bewohner von Boschen und Senden zur Kirchengemeinde Marstetten. Durch Bekanntmachung des Oberkirchenrats vom 17. Dezember 1965 wurden diese in den Kirchenbezirk Biberach umgegliedert und der Kirchengemeinde Rot an der Rot zugeordnet. Bis 1975 gehörten ferner die evangelischen Bewohner von Hofs und der Wohnplätze Ottmannshofen und Spitalriedhöe zur Kirchengemeinde Marstetten. Mit Wirkung vom 1. Januar 1975 wurden diese der Kirchengemeinde Leutkirch zugeordnet.

#### Kirchengemeinde Kißlegg

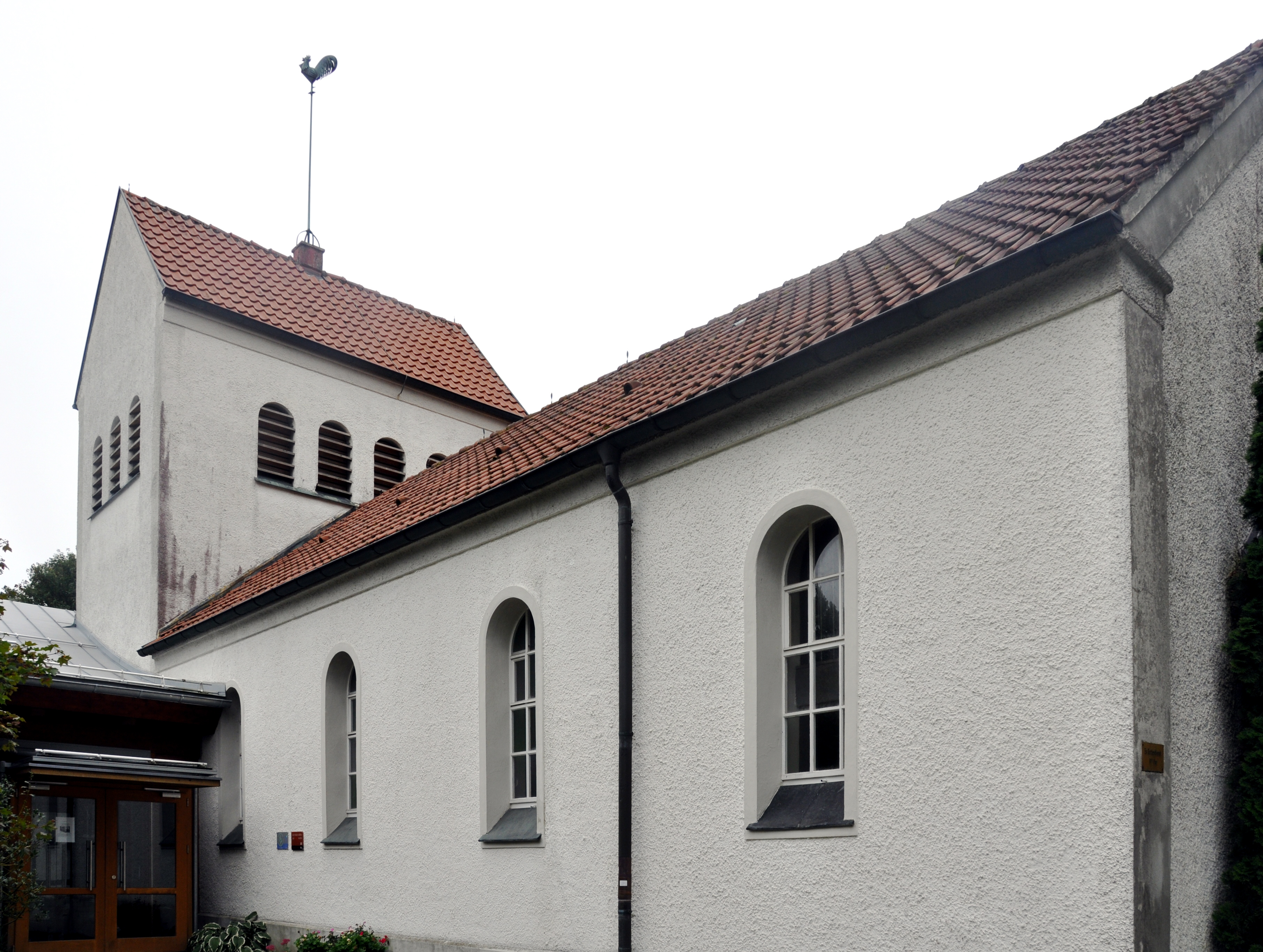
Evangelische Kirche Kißlegg

Die Kirchengemeinde Kißlegg (956 Mitglieder) umfasst die Gemeinde Kißlegg mit ihren Ortsteilen Immenried und Waltershofen. Der Raum Kißlegg blieb nach der Reformation katholisch. Im 19. Jahrhundert zogen auch evangelische Bewohner zu, so dass 1885 eine eigene kleine Kirche nach Plänen von Christian Friedrich von Leins erbaut werden konnte. 1932 wurde sie durch einen größeren Neubau ersetzt. 1973 wurde in Kißlegg eine Pfarrverweserei errichtet, die später zur Pfarrei erhoben wurde. Die zugehörige Kirchengemeinde war zunächst Filiale von Wangen im Allgäu, zu dessen Gesamtkirchengemeinde Kißlegg bis 1983 gehörte. Durch Bekanntmachung des Oberkirchenrats vom 7. Februar 1983 wurde die Filialkirchengemeinde Kißlegg zur selbständigen Kirchengemeinde erhoben und die Gesamtkirchengemeinde Wangen im Allgäu aufgelöst.

### Kirchengemeinde Manzell
Die Kirchengemeinde Manzell (1.544 Mitglieder) umfasst die Stadtteile Fischbach, Manzell, Raderach und Schnetzenhausen (mit den Orten Grenzhof, Heiseloch, Seemoser Horn, Spaltenstein, Sparbruck und im Stockerholz) der Stadt Friedrichshafen. Das Gebiet blieb nach der Reformation katholisch. Seit dem 20. Jahrhundert zogen auch evangelische Bewohner zu. Durch Bekanntmachung des Oberkirchenrats vom 18. Februar 1935 wurde für die Orte Fischbach, Manzell, Spaltenstein, Schnetzenhausen, Eichenmühle und Grenzhof die Kirchgemeinde Fischbach innerhalb der neu gebildeten Gesamtkirchengemeinde Friedrichshafen gebildet, nachdem das Kultministerium mit Schreiben vom 12. April 1935 die neuen Kirchengemeinden als Körperschaften des öffentlichen Rechts anerkannt hatte. 1938 wurde dann in Manzell eine eigene Kirche erbaut sowie eine eigene Pfarrei errichtet. Inzwischen wurde die Filialkirchengemeinde von Friedrichshafen in Kirchengemeinde Manzell umbenannt und schließlich durch Bekanntmachung des Oberkirchenrats vom 11. Januar 1960 von der Muttergemeinde Friedrichshafen losgelöst und zur selbständigen Kirchengemeinde erhoben. Sie blieb aber zunächst noch in der Gesamtkirchengemeinde Friedrichshafen. Durch Bekanntmachung des Oberkirchenrats vom 18. März 1949 wurden die evangelischen Bewohner von Seemoos und Windhag von der Kirchengemeinde Friedrichshafen der Kirchengemeinde Manzell zugeordnet, jedoch durch neue Bekanntmachung vom 14. April 1953 wieder in die Kirchengemeinde Friedrichshafen zurückgegliedert.
Raderach kam erst durch Gesetz vom 5. September 1989 von der Evangelischen Landeskirche in Baden (Kirchengemeinde Markdorf) zur württembergischen Landeskirche und wurde der Kirchengemeinde Manzell angegliedert.
Mit Wirkung vom 1. September 1993 wurde die Kirchengemeinde Manzell aus der Gesamtkirchengemeinde Friedrichshafen gelöst. Die Kirchengemeinde Manzell ist Trägerin von zwei Kindergärten, „Unterm Regenbogen“ und „Arche Noah“.

### Kirchengemeinde Meckenbeuren

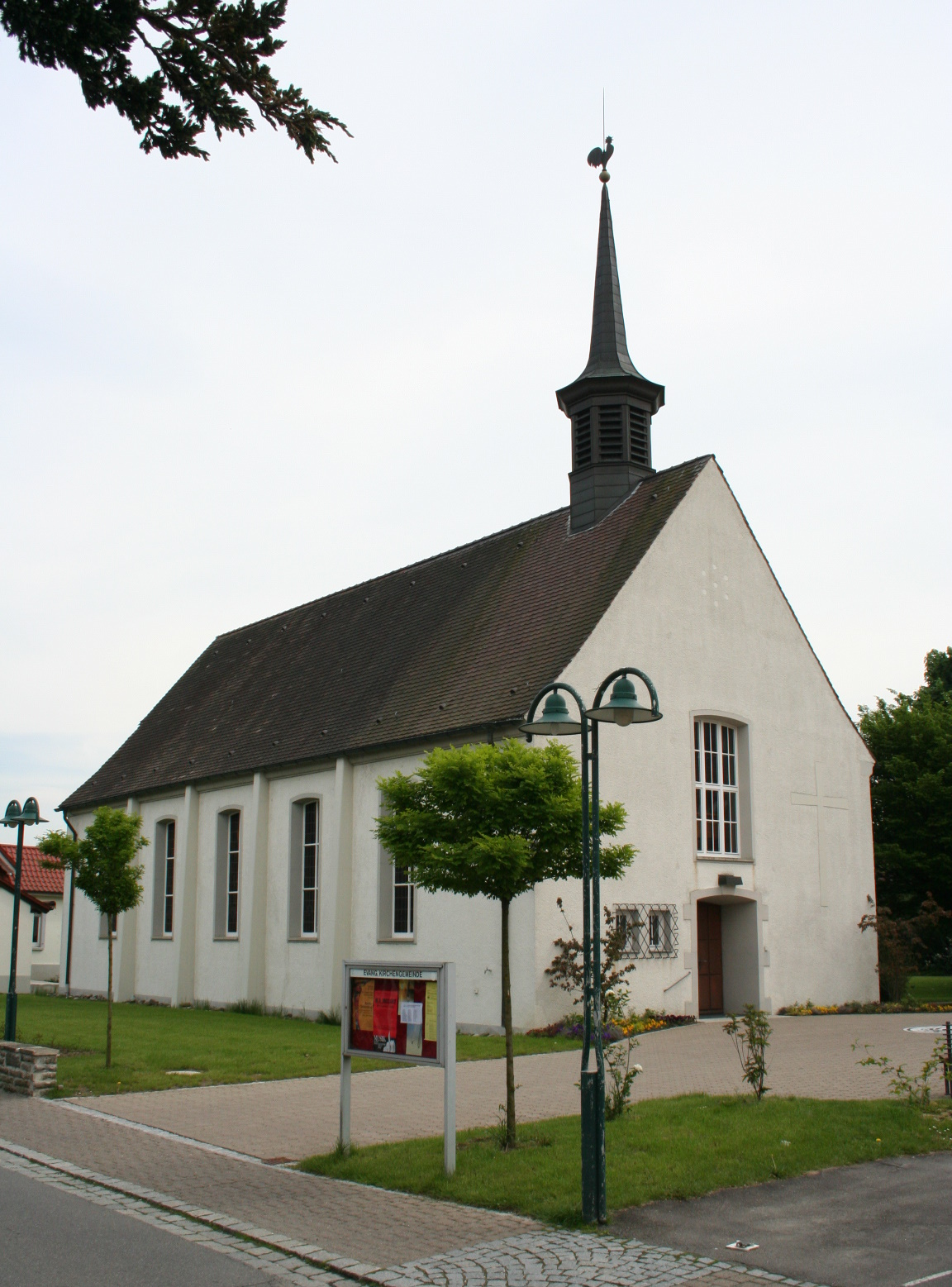
Ev. Pauluskirche in Meckenbeuren

Die Kirchengemeinde Meckenbeuren (1.973 Mitglieder) umfasst die Gemeinde Meckenbeuren mit dem Ortsteil Kehlen, jedoch ohne dessen Weiler Sibratshaus, Schübelbeer, Schuppenwies, Sassen und Motzenhaus, die seit 1975 zur Kirchengemeinde Tettnang gehören. Ferner gehören zu Meckenbeuren die Weiler Habratsweiler, Hirschlatt, Lindenholz und Waltenweiler des Stadtteils Ettenkirch der Stadt Friedrichshafen, die zunächst zur Kirchengemeinde Tettnang, ab 1952 zur Kirchengemeinde Ailingen gehörten und schließlich zu Meckenbeuren kamen. Die anderen Ortsteile Ettenkirchs gehören seit 1975 zur Kirchengemeinde Ailingen.
Der Raum Meckenbeuren blieb nach der Reformation katholisch. Im 20. Jahrhundert zogen auch evangelische Bewohner zu, die zunächst zur Kirchengemeinde Tettnang gehörten. 1952 wurde dann in Meckenbeuren eine eigene evangelische Kirche erbaut und durch Bekanntmachung des Oberkirchenrats vom 23. Oktober 1953 wurde die Filialkirchengemeinde Meckenbeuren als Tochtergemeinde von Tettnang gebildet. Beide Kirchengemeinden bildeten die Gesamtkirchengemeinde Tettnang. Das Kultusministerium hatte die Filialkirchengemeinde Tettnang mit Schreiben vom 29. Juli 1953 als Körperschaft des öffentlichen Rechts anerkannt. 1954 wurde in Meckenbeuren auch eine eigene Pfarrei errichtet und durch Bekanntmachung des Oberkirchenrats vom 12. Januar 1956 wurde die Filialkirchengemeinde Meckenbeuren schließlich von der Muttergemeinde Tettnang gelöst und zur selbständigen Kirchengemeinde erhoben. Im Ortsteil Kehlen wurde 1968 ein eigenes evangelisches Gemeindezentrum im Weiler Gerbertshaus erbaut. Heute gibt es zwei Pfarrämter innerhalb der Kirchengemeinde Meckenbeuren. Sie tragen die Bezeichnungen I und II.

### Kirchengemeinde Mochenwangen

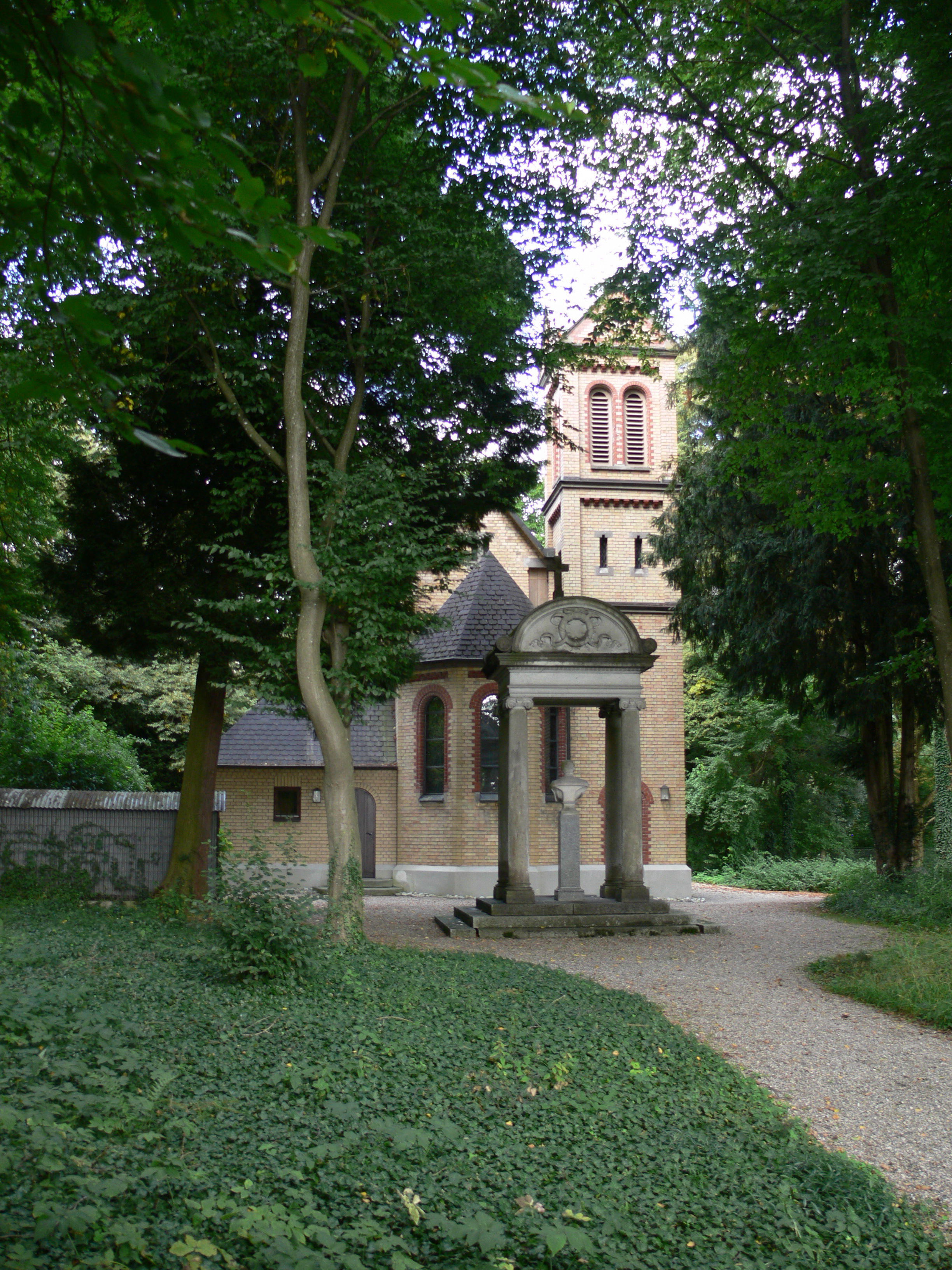
Evangelische Kirche in Mochenwangen

Die Kirchengemeinde Mochenwangen (1.087 Mitglieder) umfasst die Gemeinden Wolpertswende mit den zugehörigen Weilern (darunter Mochenwangen), den Ortsteil Blitzenreute und einige Weiler des Ortsteils Fronhofen der Gemeinde Fronreute. Dabei wurden der zu Blitzenreute gehörige Weiler Baienbach erst durch Bekanntmachung des Oberkirchenrats vom 18. Oktober 1951 und der Ortsteil Fronhofen durch Bekanntmachung vom 10. September 1980 von der Kirchengemeinde Weingarten der Kirchengemeinde Mochenwangen zugeordnet.
Der Raum Wolpertswende blieb nach der Reformation katholisch. Im 19. Jahrhundert zogen auch evangelische Bewohner zu, so dass 1890/91 eine eigene Kirche im heutigen Ortsteil Mochenwangen erbaut wurde. Sie wurde Zentrum einer Filialkirchengemeinde von Ravensburg. 1948 wurde in Mochenwangen ein evangelisches Vikariat und 1973 eine ständige Pfarrverweserei errichtet. Mit Wirkung vom 1. Januar 1974 wurde die Filialkirchengemeinde Mochenwangen von der Muttergemeinde Ravensburg gelöst und zur selbständigen Kirchengemeinde erhoben. Heute gibt es dort auch eine eigene Pfarrei.

### Kirchengemeinde Oberteuringen-Neuhaus

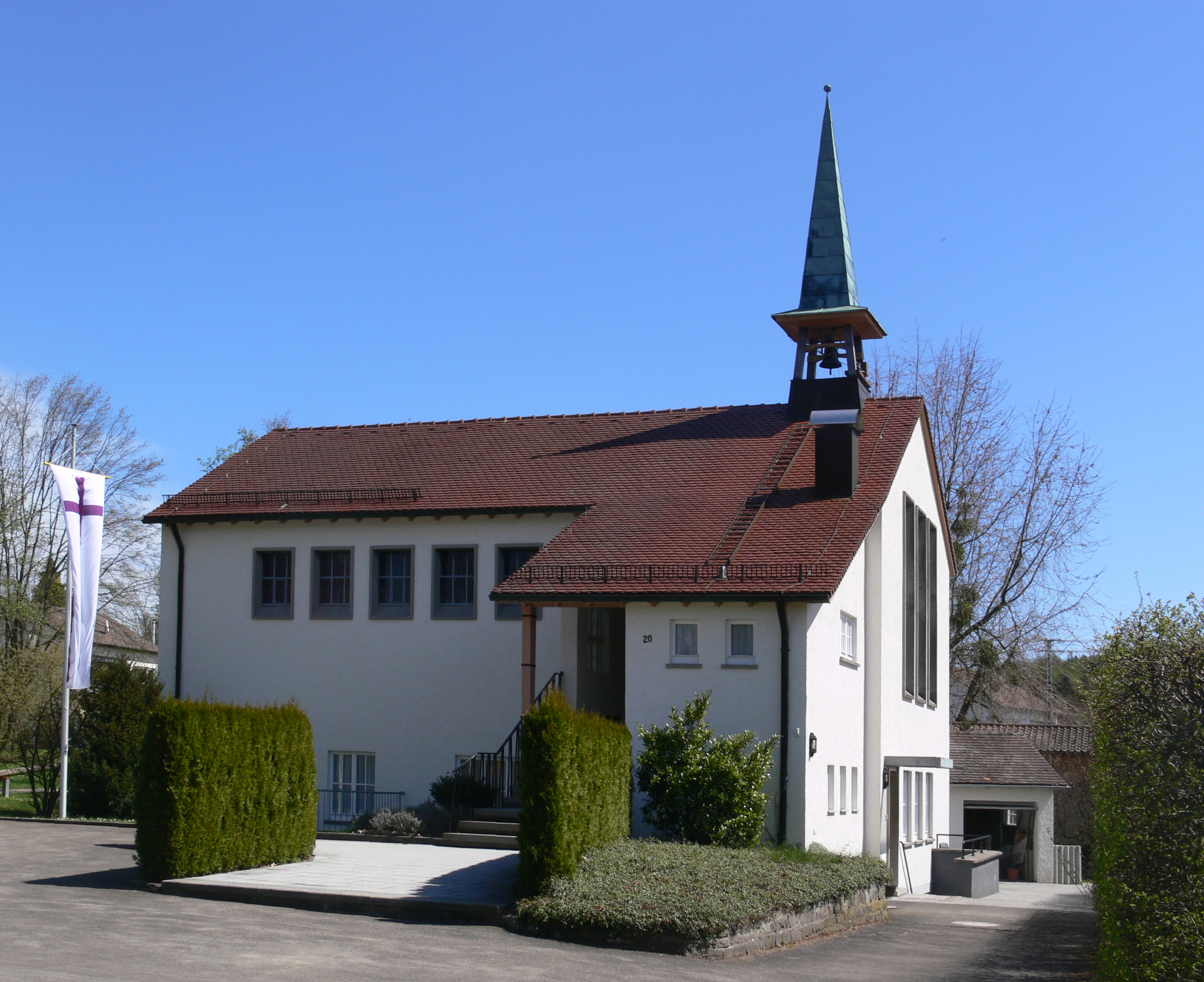
Evangelische Kirche Oberteuringen

Die Kirchengemeinde Oberteuringen-Neuhaus (828 Mitglieder) umfasst die Gemeinde Oberteuringen mit den zugehörigen Weilern (darunter Neuhaus). Oberteuringen blieb nach der Reformation katholisch. Im 20. Jahrhundert zogen auch evangelische Bewohner zu und es wurde eine eigene Kirchengemeinde gebildet, zu der auch die Orte Kappelhof, Oberlottenweiler, Weiler an der Ach und Weilermühle (alle damalige Gemeinde Ailingen) gehörten. Durch Bekanntmachung des Oberkirchenrats vom 18. März 1949 wurden diese Orte der Kirchengemeinde Friedrichshafen zugeordnet und durch weitere Bekanntmachung vom 21. Juli 1952 wurden die evangelischen Bewohner des Weilers Huiweiler der Gemeinde Ettenkirch von der Kirchengemeinde Tettnang in die Kirchengemeinde Oberteuringen-Neuhaus umgegliedert. 1956 wurde in Oberteuringen dann eine eigene evangelische Kirche erbaut und später auch eine eigene Pfarrei errichtet.

### Kirchengmeinde Ravensburg

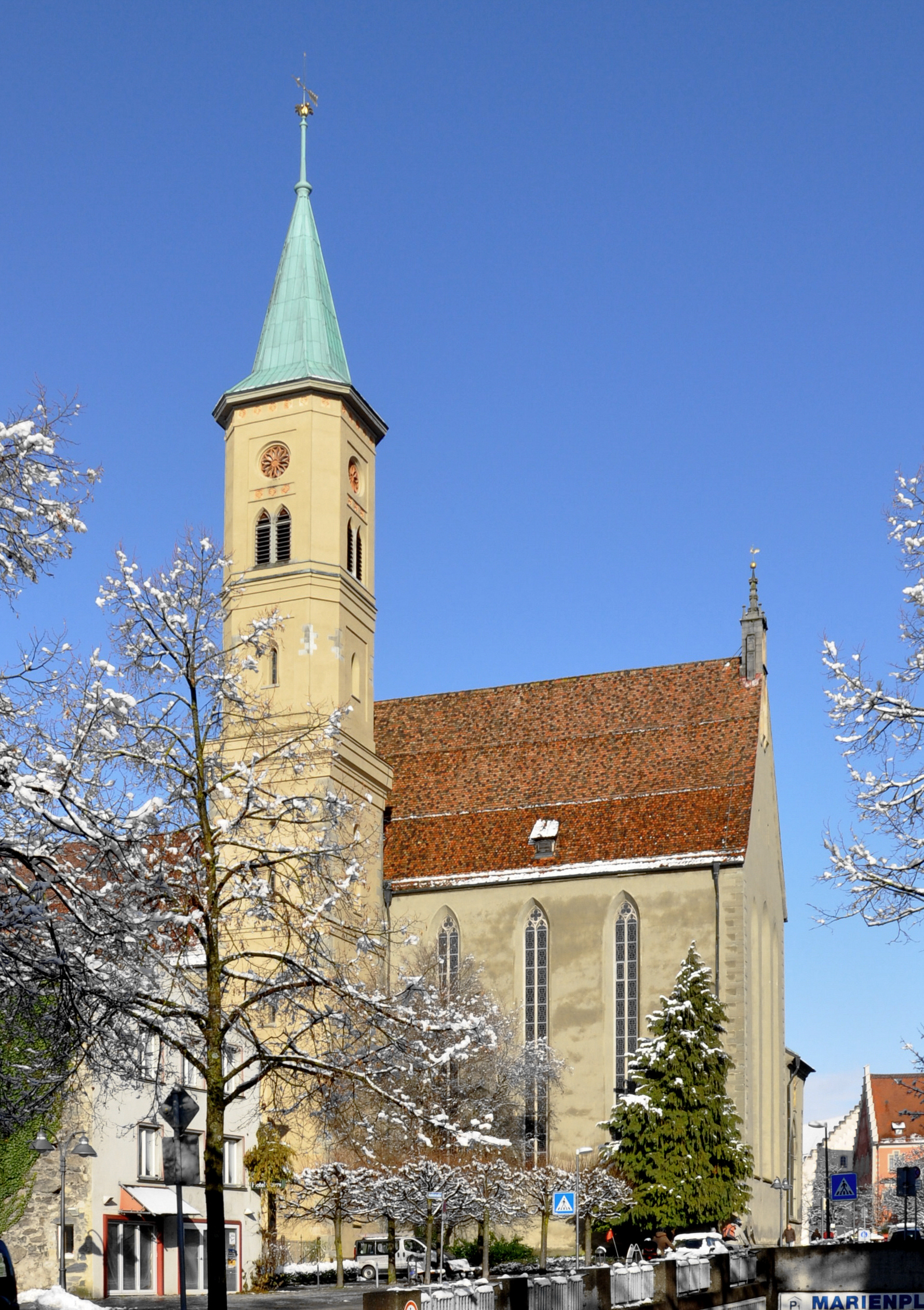
Evangelische Stadtkirche Ravensburg

Die Kirchengemeinde Ravensburg (6.980 Mitglieder) umfasst die Stadt Ravensburg ohne die Ortschaft Taldorf (mit u. a. Taldorf, Bavendorf und Oberzell), die zur Kirchengemeinde Bavendorf gehört.
1544 wurde in Ravensburg auf Druck der Zünfte die Reformation eingeführt. Dabei gab es zunächst große Differenzen zwischen den Anhängern Luthers und Zwinglis. Doch konnten sich die Lutheraner schließlich durchsetzen. Ferner gab es auch Anhänger von Kaspar Schwenckfeld. Nach dem Schmalkaldischen Krieg ab 1547 regte sich jedoch Widerstand gegen die Reformation und es setzte eine Rekatholisierung großer Teile der Bevölkerung ein. Die Folge war eine faktische Parität beider Konfessionen, die aber erst nach dem Dreißigjährigen Krieg 1649 formell festgelegt wurde. Zahlenmäßig hatten die Katholiken die Mehrheit. Die protestantische Gemeinde erhielt als Gotteshaus das Langhaus der Karmeliterkirche, die fortan als Stadtkirche bezeichnet wurde. Der Chor der 1349 geweihten Kirche blieb jedoch bis 1806 noch im Besitz des Karmeliterordens; die Kirche wurde also zwischen beiden Konfessionen geteilt. Eine Mauer trennte die beiden Bereiche. Jahrhundertelang wurden Streitigkeiten um die Benutzung der Kirche ausgetragen, die manchmal zu einem regelrechten Kleinkrieg ausarteten.
Die vormals selbstständige evangelische Kirchengemeinde Ravensburg wurde mit dem Übergang Ravensburgs an Württemberg 1810 in die Evangelische Landeskirche in Württemberg eingegliedert. Ravensburg wurde dann Sitz eines Dekanats. Die evangelische Stadtkirche Ravensburg erhielt 1842/45 einen Turm. Eine zweite evangelische Kirche gab es bereits ab 1628. Dabei handelte es sich um ein ehemaliges Kornhaus, das zur Dreifaltigkeitskirche umgebaut worden war. Diese Kirche wurde aber 1852 abgebrochen. Nach dem Zweiten Weltkrieg entstanden dann zwei weitere Kirchen, die Johanneskirche von 1963 (mit eigener Kirchengemeinde ab 12. November 1989) und das Gemeindezentrum in Eschach (mit eigener Kirchengemeinde ab 1. Juli 1994). Sie bildeten zusammen mit der Stadtkirchengemeinde dieam 12. November 1989 errichtete Gesamtkirchengemeinde Ravensburg. Eine weitere Kirchengemeinde gibt es in Bavendorf (zu der auch Adelsreute, Taldorf und andere Weiler gehören). Der Ravensburger Stadtteil Schmalegg gehört zu den Kirchengemeinden Bavendorf und Wälde-Winterbach, wobei die Weiler Wolfsberg und Unterwolfsberg erst durch Bekanntmachung des Oberkirchenrats vom 26. Februar 1987 von der Kirchengemeinde Ravensburg in die Kirchengemeinde Wälde-Winterbach umgegliedert wurden. Die evangelischen Bewohner der Wohnplätze Ittenbeuren und Knollengraben gehörten bis 1975 zur Kirchengemeinde Atzenweiler. Sie wurden gemäß Bekanntmachung des Oberkirchenrats vom 13. Februar 1975 der Kirchengemeinde Ravensburg zugeordnet. Der Weiler Hinzistobel gehörte bis 1920 ebenfalls zur Kirchengemeinde Atzenweiler und wurde durch Bekanntmachung des Konsistoriums vom 21. April 1920 der Kirchengemeinde Ravensburg zugeordnet. Zum 1. Januar 2025 wurde die Gesamtkirchengemeinde aufgelöst, die drei bisherigen Kirchengemeinden fusionierten zur neuen Kirchengemeinde Ravensburg.
Heute gibt es innerhalb der Kirchengemeinde vier Pfarrämter (Stadtmitte/Dekan, Stadtkirche-Nord, Südstadt, Johanneskirche, Eschach) sowie zwei Krankenhauspfarrämter (Ravensburg und ZfP Weißenau).
Regelmäßige Gottesdienste werden gefeiert in der Evangelischen Stadtkirche Ravensburg, der Johanneskirche in der Ravensburger Weststadt, im Lukas-Gemeindezentrum in Oberhofen und in der evangelischen Kirche Weißenau (dem ehemaligen Kapitelsaal des Klosters Weißenau). Außerdem gibt es evangelische Gottesdienste in der Spitalkapelle des Ravensburger Spitals, im Kath. Gemeindezentrum Heiligkreuz und in der Krankenhauskapelle des Klinikums St. Elisabeth.

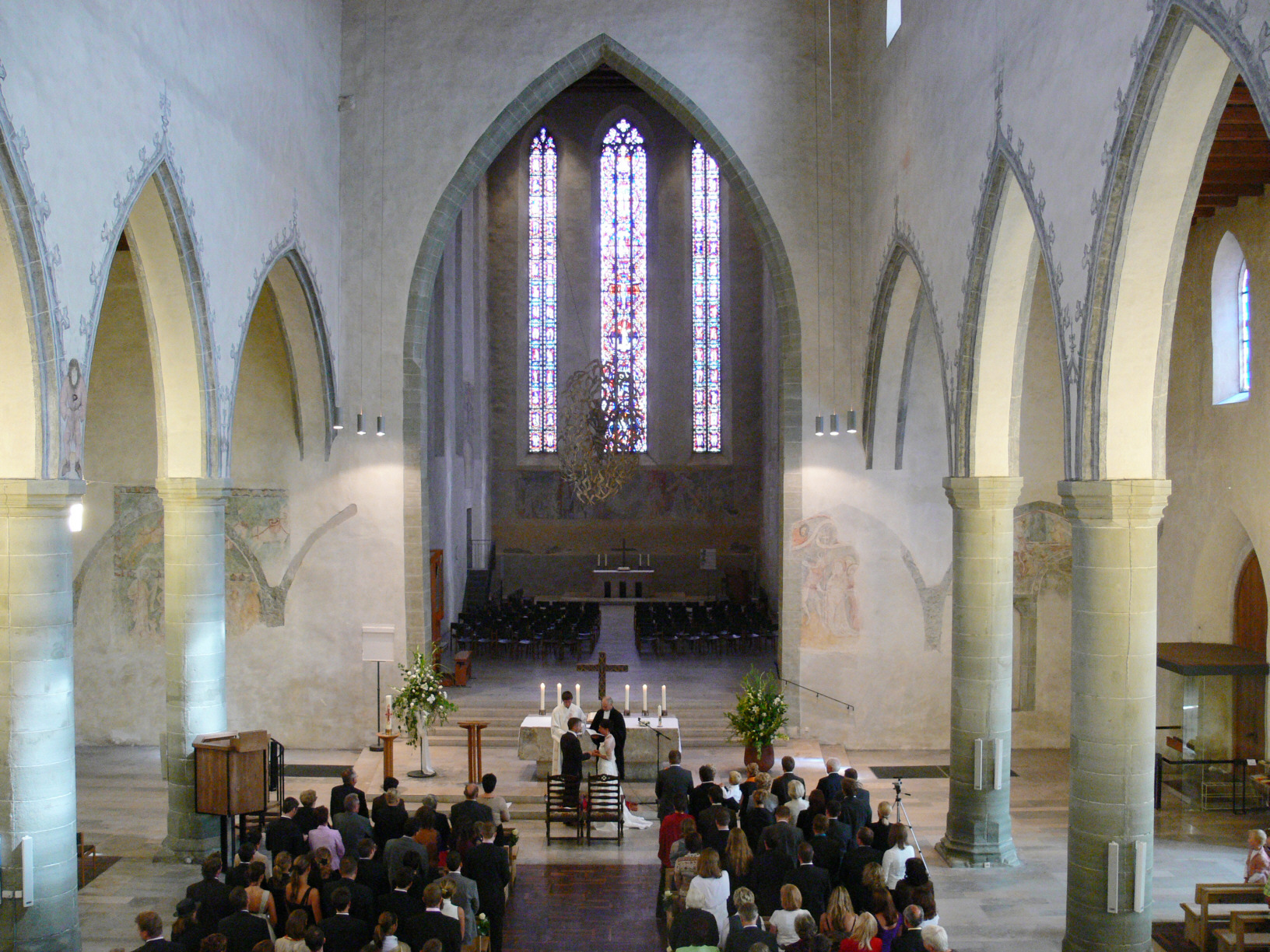
Evangelische Stadtkirche Ravensburg: Innenansicht
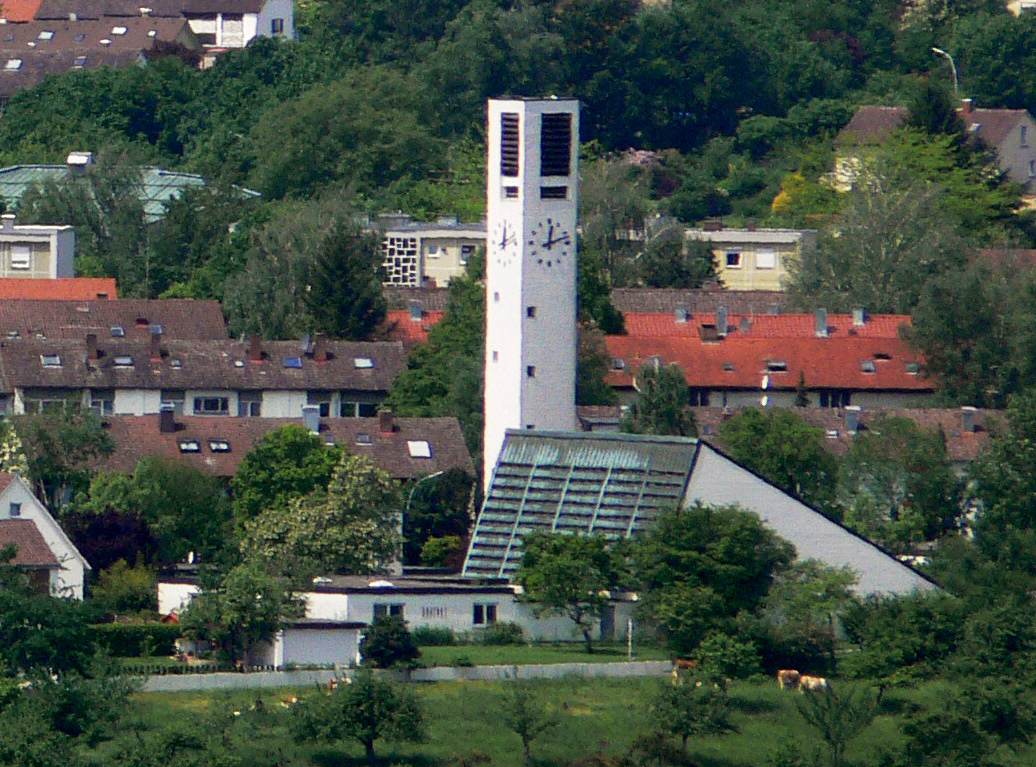
Johanneskirche in der Ravensburger Weststadt
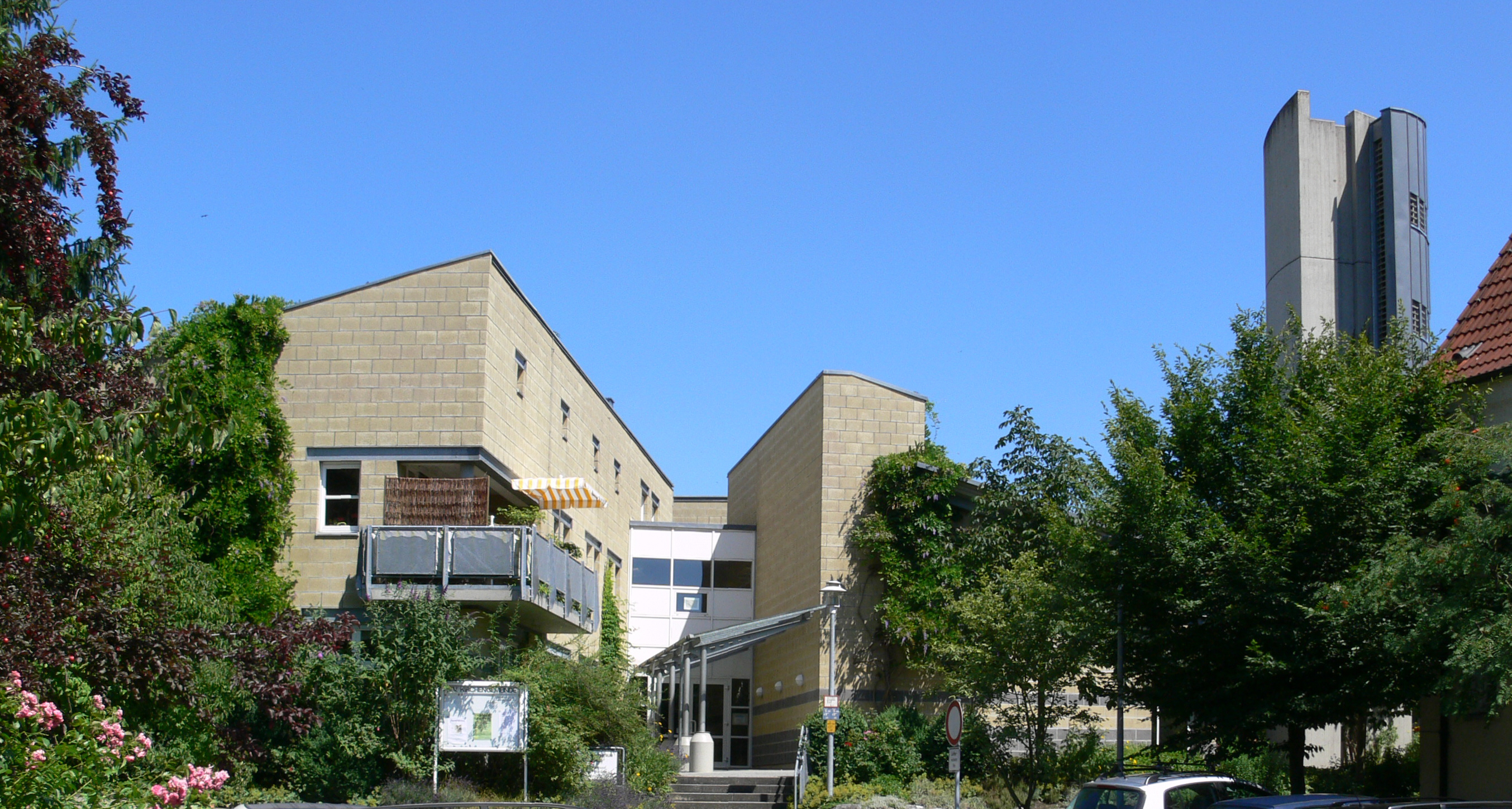
Lukas-Gemeindezentrum Oberhofen

### Martin-Luther-Kirchengemeinde Tettnang

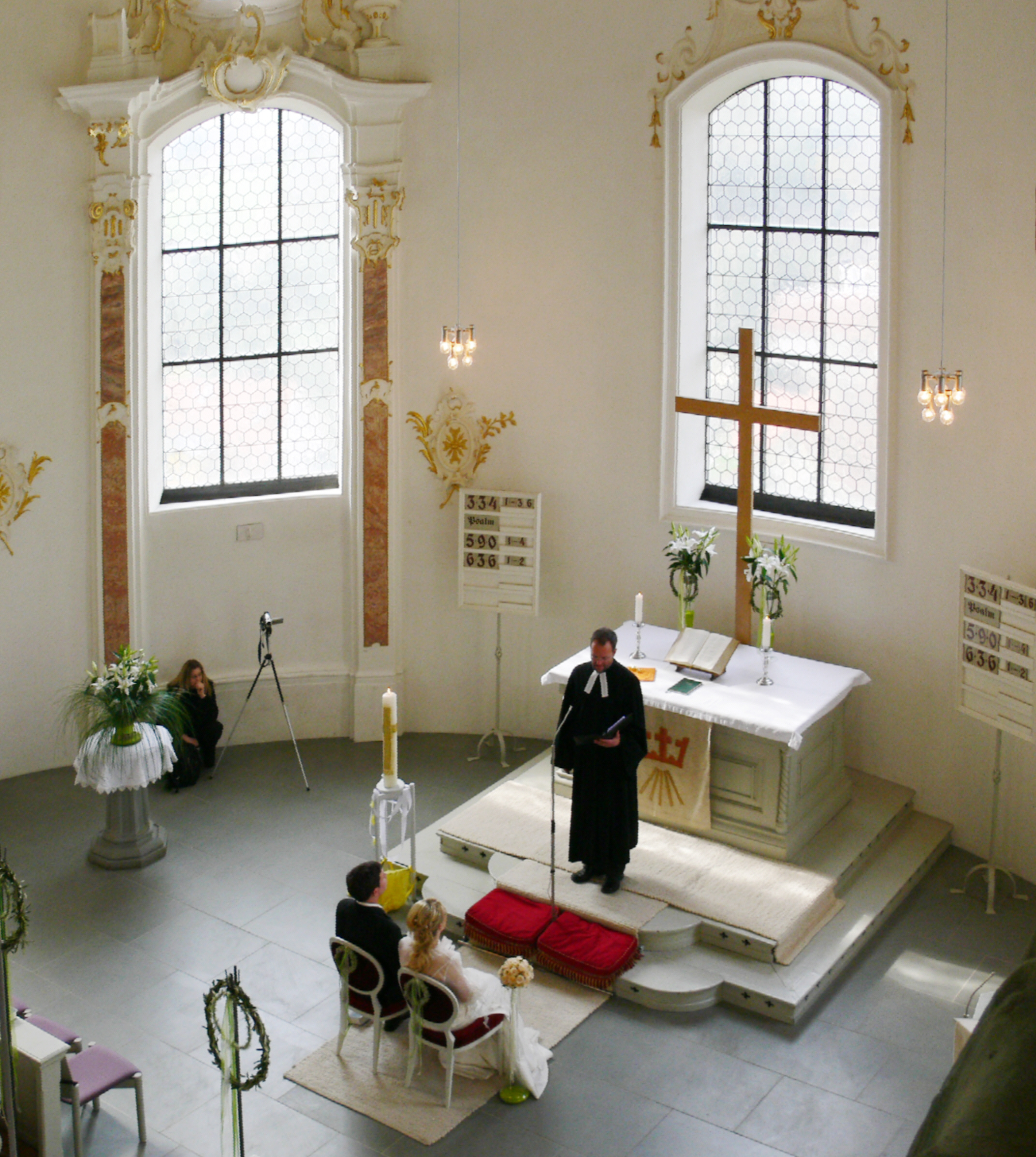
Schlosskirche Tettnang

Die Kirchengemeinde Tettnang Martin-Luther-Kirche (2.674 Mitglieder) umfasst die Stadt Tettnang mit dem Stadtteil Tannau, die Gemeinde Neukirch und die Weiler Gerbertshaus, Gunzenhaus und Lochbrücke mit Hechelfurt und Schürten sowie Sibratshaus, Schübelbeer, Schuppenwies, Sassen und Motzenhaus des Ortsteils Kehlen der Gemeinde Meckenbeuren, wobei die fünf letztgenannten Weiler erst durch Bekanntmachung des Oberkirchenrats vom 6. Dezember 1974 von der Kirchengemeinde Meckenbeuren in die Kirchengemeinde Tettnang umgegliedert wurden. Gerbertshaus, Gunzenhaus und Lochbrücke mit Hechelfurt und Schürten waren bereit durch Bekanntmachung vom 18. März 1949 von der Kirchengemeinde Friedrichshafen in die Kirchengemeinde Tettnang umgegliedert worden. Der Tettnanger Stadtteil Langnau gehörte bis 1957 ebenfalls zur Kirchengemeinde Tettnang, wurde jedoch durch Bekanntmachung des Oberkirchenrats vom 7. Januar 1957 der damaligen Filialkirchengemeinde Kressbronn am Bodensee zugeordnet. Ebenso wurden durch Bekanntmachung des Oberkirchenrats vom 21. Juli 1952 die evangelischen Bewohner des Weilers Huiweiler der Gemeinde Ettenkirch von der Kirchengemeinde Tettnang in die Kirchengemeinde Oberteuringen-Neuhaus umgegliedert. Mit gleichem Erlass wurde die neue Kirchengemeinde Ailingen gebildet. Diese erhielt von der Kirchengemeinde Tettnang die Orte Lindenholz und Waltenweiler (Gemeinde Ettenkirch) sowie Holzreute und Großbuch (damalige Gemeinde Kehlen), welche inzwischen überwiegend zur Kirchengemeinde Meckenbeuren gehören.
Der Raum Tettnang blieb nach der Reformation katholisch. Im 19. Jahrhundert zogen auch evangelische Bewohner zu. Evangelische Gottesdienste wurden dann ab 1854 in der Schlosskapelle gefeiert. 1860 wurde in Tettnang eine Pfarrverweserei und 1891 eine eigene Pfarrei errichtet. 1966/67 wurde das heutige Gemeindezentrum erbaut. Die Evangelische Kirchengemeinde Tettnang wurde dann mit Verfügung des Oberkirchenrats vom 5. Februar 2002 in Evangelische Martin-Luther-Kirchengemeinde Tettnang umbenannt. Heute gibt es zwei Pfarrämter in der Martin-Luther-Kirchengemeinde. Sie tragen die Bezeichnungen I und II.
Bis 1956 gehörte auch die 1953 gebildete Filialkirchengemeinde Meckenbeuren als Tochtergemeinde zur Kirchengemeinde Tettnang. Beide Kirchengemeinden bildeten die Gesamtkirchengemeinde Tettnang. 1956 wurde Meckenbeuren dann selbständige Kirchengemeinde und von der Muttergemeinde Tettnang gelöst.

### Kirchengemeinde Wangen

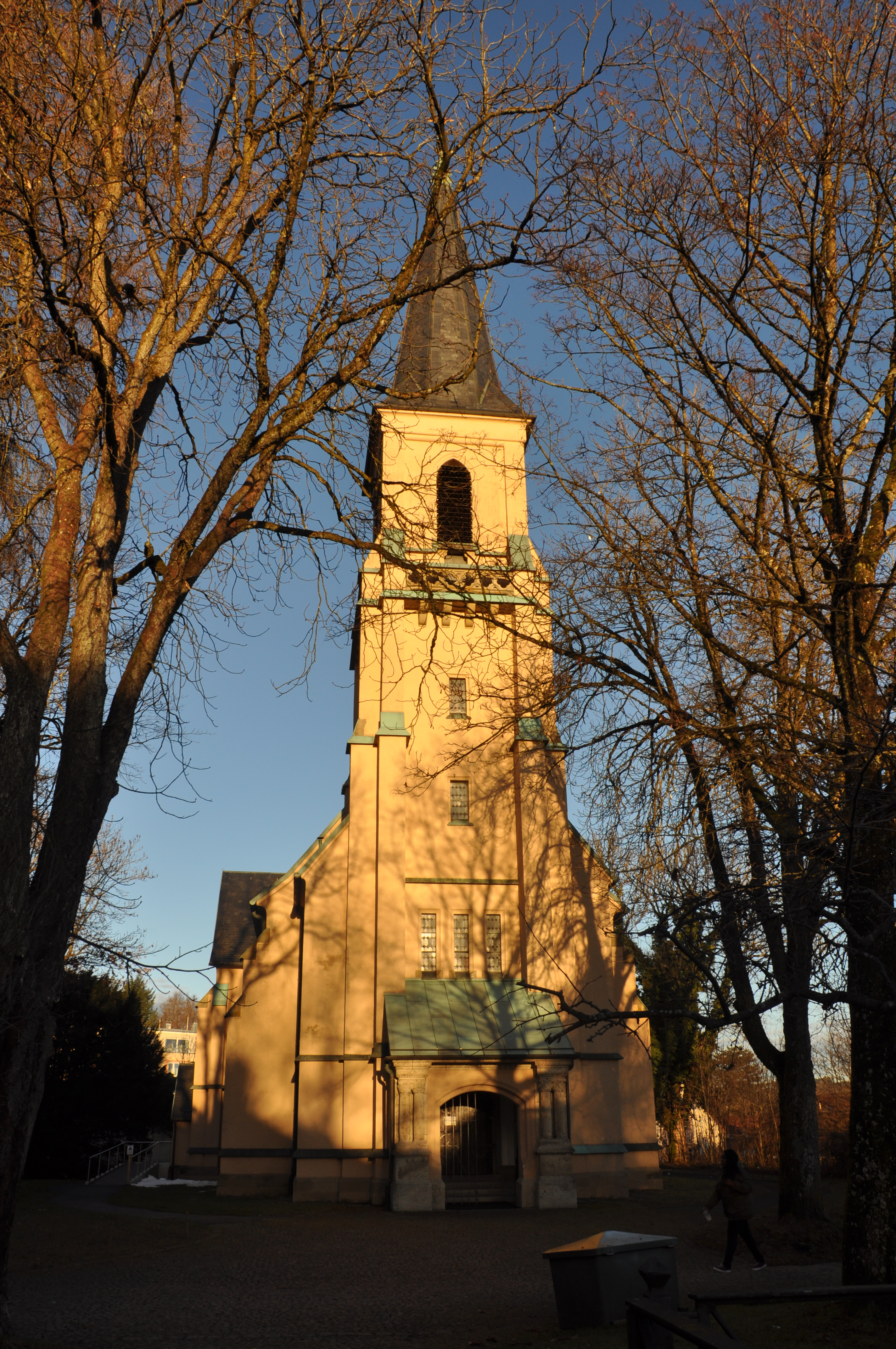
Stadtkirche Wangen

Die Kirchengemeinde Wangen (4.085 Mitglieder) umfasst die Stadt Wangen im Allgäu mit ihren Stadtteilen Deuchelried, Karsee, Leupolz, Neuravensburg, Niederwangen und Schomburg, ferner die Gemeinden Achberg und Amtzell, die Ortsteile Eglofs und Ratzenried der Gemeinde Argenbühl und seit 1961 auch die Ortsteile Hinterberg und Schmitten der Gemeinde Bodnegg. Die anderen Argenbühler Ortsteile gehören zur Kirchengemeinde Isny im Allgäu. Der heutige Wangener Ortsweil Karsee gehörte jedoch bis 1964 zur Kirchengemeinde Vogt. Durch Bekanntmachung des Oberkirchenrats vom 13. Februar 1964 wurde Karsee in die Kirchengemeinde Wangen umgegliedert. Die Bodnegger Ortsteile Hinterberg und Schmitten wurden bereits durch Bekanntmachung vom 12. Oktober 1961 von der Kirchengemeinde Atzenweiler in die Kirchengemeinde Wangen umgegliedert.
Der Raum Wangen blieb nach der Reformation katholisch. Im 19. Jahrhundert zogen auch evangelische Einwohner zu, so dass 1850 eine ständige Pfarrverweserei eingerichtet wurde. Die Gemeinde versammelte sich zunächst in einem Betsaal im ehemaligen Kapuzinerkloster. 1888 wurde eine eigene Pfarrei errichtet und 1893 erbaute sich die Gemeinde ihre eigene Kirche. In Amtzell wurde 1960 eine weitere evangelische Kirche erbaut. 1963 erhielt die Evangelische Kirchengemeinde Wangen dann noch ein Gemeindezentrum im Wangener Stadtteil Wittwais. Heute gibt es drei Pfarrämter in der Kirchengemeinde Wangen. Sie tragen die Bezeichnungen I, II und Amtzell.
Die Gemeinde Achberg wurde erst 1987 der Kirchengemeinde Wangen zugeordnet. Zuvor gehörten die evangelischen Bewohner dieser Gemeinde als Exklave zur Kirchengemeinde Sigmaringen im Kirchenbezirk Balingen, weil sie historisch zu Hohenzollern-Sigmaringen gehörten. Durch Bekanntmachung des Oberkirchenrats vom 26. Februar 1987 wurden sie jedoch in den Kirchenbezirk Ravensburg umgegliedert und der Kirchengemeinde Wangen zugeordnet.
Bis 1983 bestand noch die Gesamtkirchengemeinde Wangen im Allgäu, zu der außer Wangen noch die Filialkirchengemeinde Kißlegg gehörte. Durch Bekanntmachung des Oberkirchenrats vom 7. Februar 1983 wurde die Filialkirchengemeinde Kißlegg zur selbständigen Kirchengemeinde erhoben und die Gesamtkirchengemeinde Wangen im Allgäu aufgelöst.

### Kirchengemeinde Weingarten

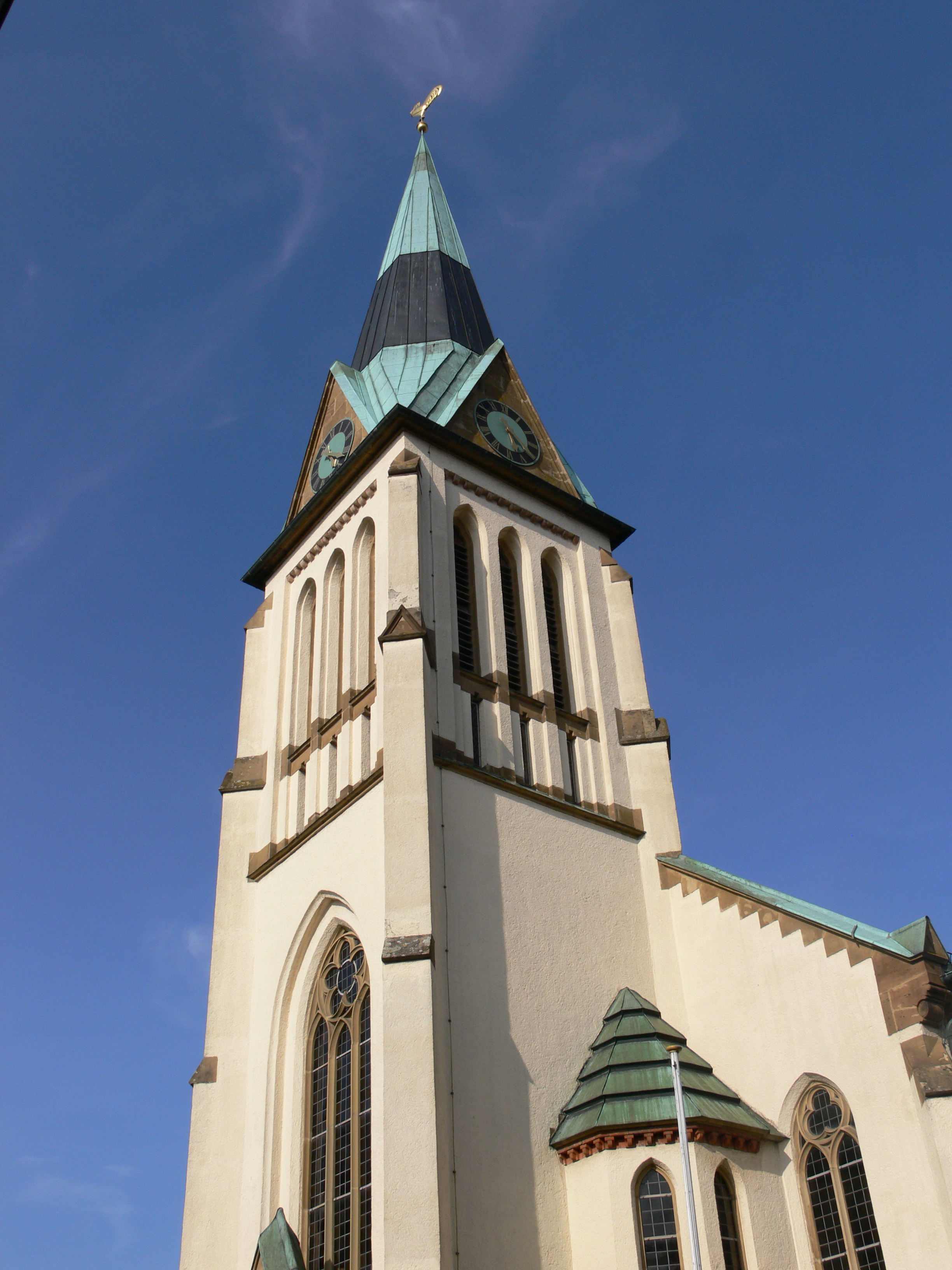
Evangelische Stadtkirche Weingarten

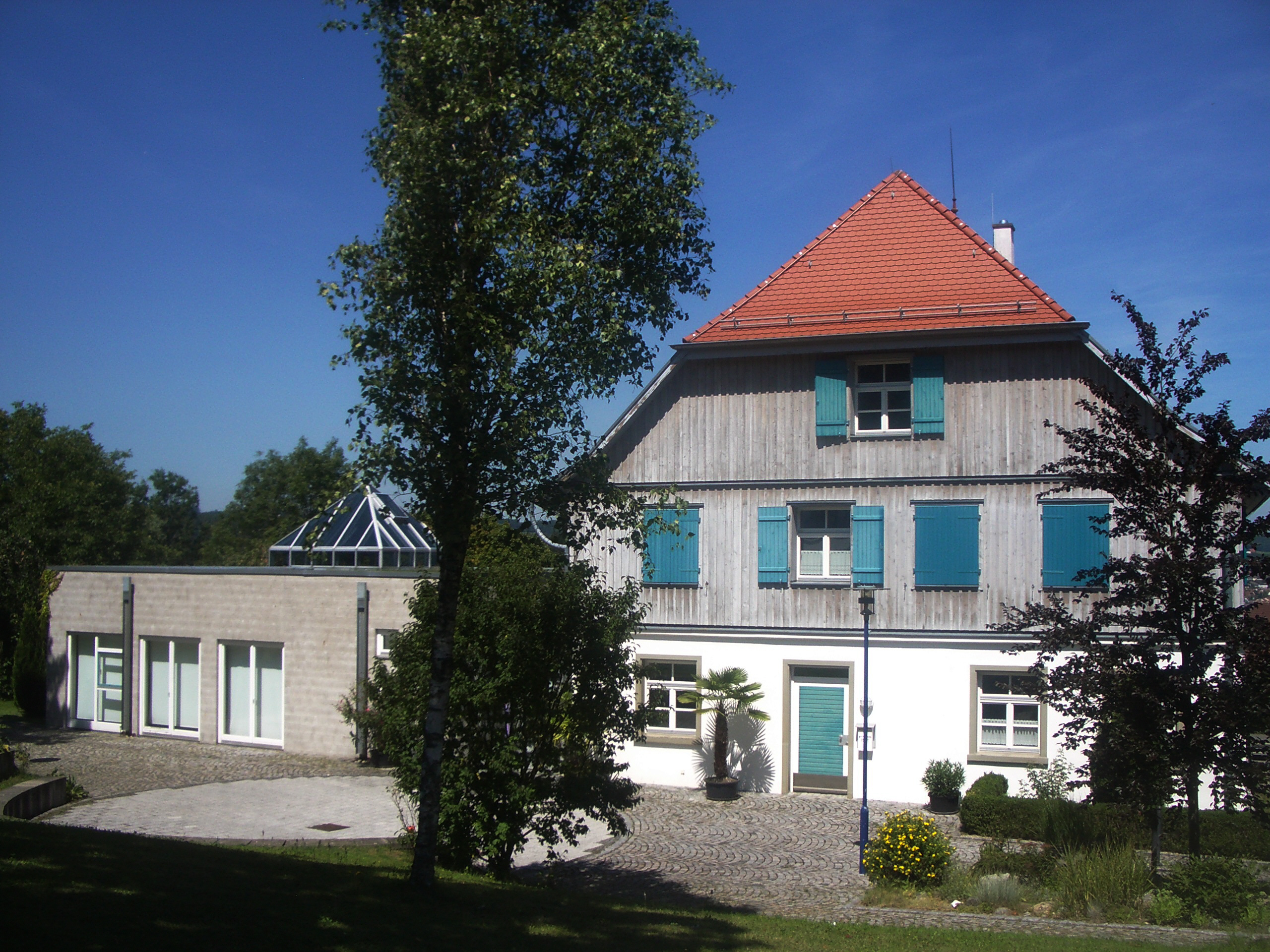
Gemeindezentrum Berg, Sitz eines der Pfarrämter der evangelischen Kirchengemeinde Weingarten

Die Kirchengemeinde Weingarten (5.311 Mitglieder) umfasst die Stadt Weingarten, die Gemeinden Berg und Schlier und einige Weiler des Ortsteils Fronhofen der Gemeinde Fronreute. Fronhofen selbst wurde durch Bekanntmachung des Oberkirchenrats vom 10. September 1980 von der Kirchengemeinde Weingarten der Kirchengemeinde Mochenwangen zugeordnet. Bis 1951 gehörte auch der zu Blitzenreute gehörige Weiler Baienbach zur Kirchengemeinde Weingarten. Durch Bekanntmachung des Oberkirchenrats vom 18. Oktober 1951 wurde dieser der Kirchengemeinde Mochenwangen zugeordnet. Durch Bekanntmachung des Oberkirchenrats vom 26. Februar 1987 gab es zwischen der Kirchengemeinde Weingarten und deren Nachbarkirchengemeinde Baienfurt-Baindt, deren evangelische Einwohner bis 1961 noch zur Kirchengemeinde Weingarten gehörten, eine Gebietskorrektur.
Der vom Kloster Weingarten geprägte Raum Weingarten blieb nach der Reformation katholisch. Erst im 19. Jahrhundert zogen auch evangelische Bewohner zu (als erstes Waisenkinder und ihre Erzieher aus dem Ludwigsburger Waisenhaus), so dass mit einem Erlass des Königlichen Evangelischen Consistoriums vom 13. Mai 1825 eine eigene evangelische Kirchengemeinde gegründet wurde. Erster evangelischer Pfarrer in Weingarten war Christian Heinrich Fritz. Die wachsende Industrie und die Einrichtung einer Garnison 1868 trugen zum weiteren Zuzug von evangelischen Christen bei. 1879–1883 wurde durch Architekt Christian Friedrich von Leins die evangelische Stadtkirche im neugotischen Stil erbaut; 1931, 1952, 1980 und 2024 wurde die Kirche renoviert. 1890 entstand das Pfarrhaus, 1894 das evangelische Schulhaus (heute Stadtbücherei). Anfang der 1950er Jahre wurde das Martin-Luther-Gemeindehaus (mit Kindergarten) neben der Stadtkirche eröffnet, 2017–2018 wurde bei einer Renovierung dessen Nordflügel abgerissen und neu errichtet. Das Gemeindezentrum Berg entstand 1993 als Umbau und Erweiterung des alten Berger Schulhauses.
Heute gibt es drei Pfarrämter in der Kirchengemeinde Weingarten. Sie tragen die Bezeichnungen I, II und III. Die Kirchengemeinde betreibt drei Kindergärten in Weingarten. Die evangelischen Studierenden in Weingarten werden von der ökumenischen „Evangelisch/Katholischen Hochschulgemeinde Weingarten“ (EKHG) betreut.

## Evangelische Brüdergemeinde Wilhelmsdorf

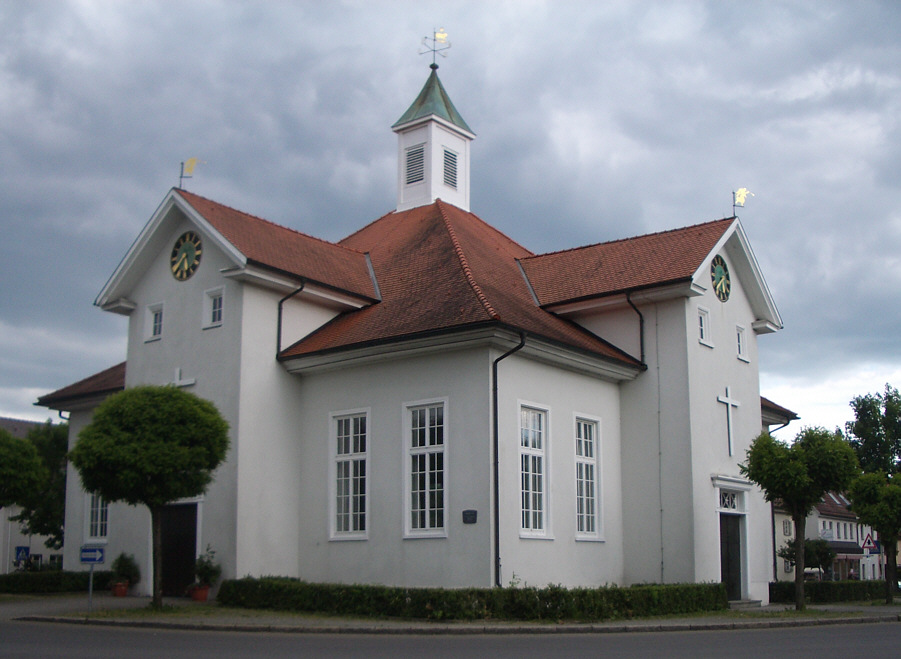
Betsaal der Evang. Brüdergemeinde Wilhelmsdorf

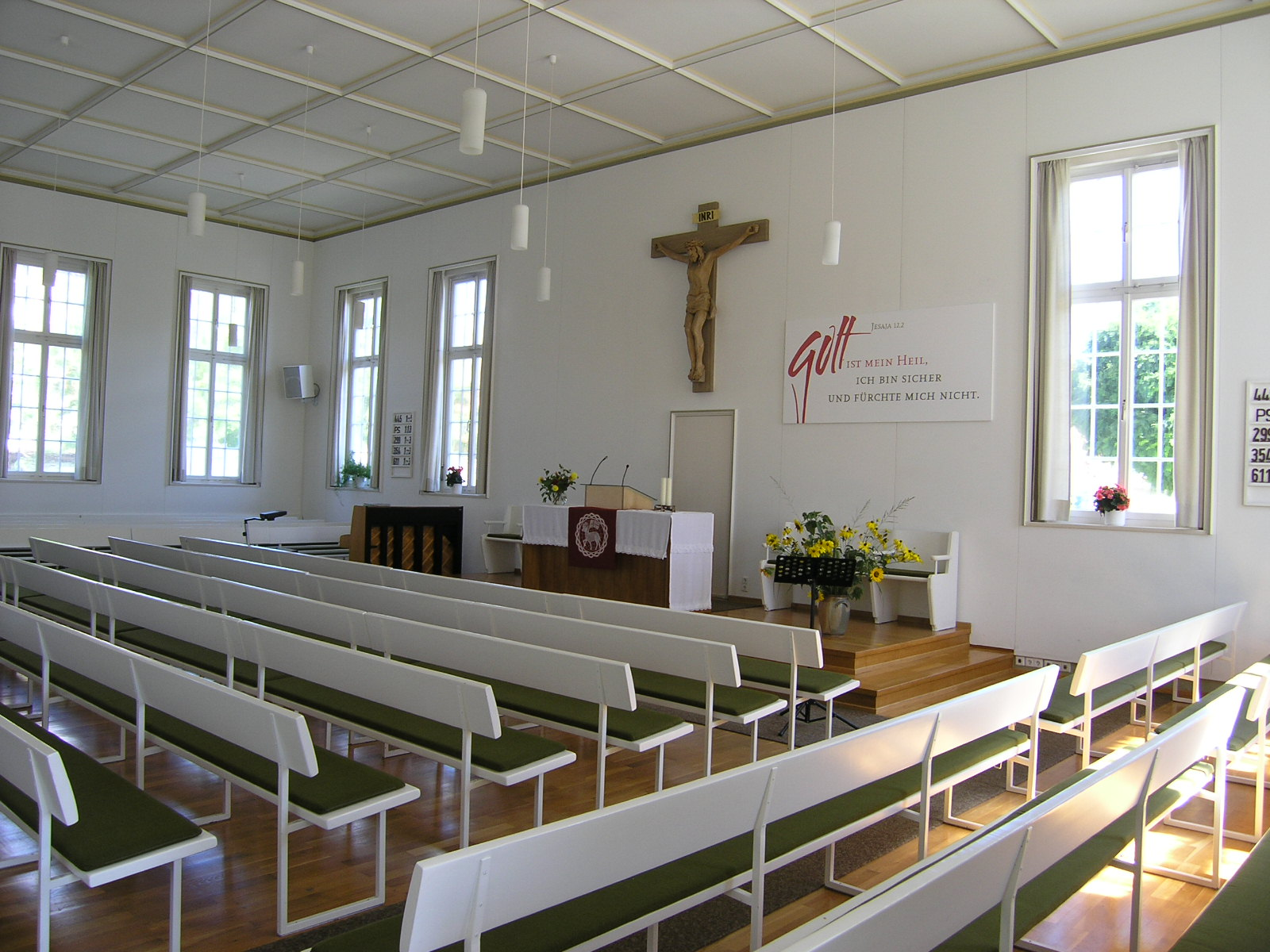
Betsaal Wilhelmsdorf: Innenansicht

Die Evangelische Brüdergemeinde Wilhelmsdorf (411 erwachsene Mitglieder, Stand 2021) ist eine unabhängige evangelische Gemeinde, die nicht zur Evangelischen Landeskirche in Württemberg gehört. Die 1.086 in Wilhelmsdorf lebenden landeskirchlichen Christen werden ebenfalls vom Pfarrer der Brüdergemeinde seelsorgerlich betreut.
Die Brüdergemeinde wurde 1824 als Tochtergemeinde der 1819 gegründeten pietistischen Evangelischen Brüdergemeinde Korntal gegründet. Zur weiteren Geschichte vgl. den Artikel Wilhelmsdorf.

## Archivquellen
- Bestand: Visitationsberichte.   Landeskirchliches Archiv Stuttgart. 1581–1822.   Signatur: A 1.
- Bestand: Kirchenvisitationsakten.   Hauptstaatsarchiv Stuttgart. ca. 1601–1840.   Signatur: A 281.
- Bestand: Ortsakten [mit Digitalisaten der Pfarrbeschreibungen und Pfarrberichte (darin u. a.: Chronik, Filialverhältnisse)].   Landeskirchliches Archiv Stuttgart. ca. 1550–1923.   Signatur: A 29.
- Bestand: Ortsakten [mit Digitalisaten der Pfarrberichte (darin u. a.: Filialverhältnisse)].   Landeskirchliches Archiv Stuttgart. ca. 1924–1966.   Signatur: A 129.
- Bestand: Ortsakten [mit Visitationsberichten].   Landeskirchliches Archiv Stuttgart. ca. 1967–1989.   Signatur: A 229.
- Archivgut: Dekanatsarchive.   Landeskirchliches Archiv Stuttgart.   Signatur: F-Bestände.
- Archivgut: Pfarrarchive.   Landeskirchliches Archiv Stuttgart.   Signatur: G-Bestände.